# Matterhorn
Matterhorn (/mɐˈtɛrorn/, în italiană Monte Cervino /tʃerˈviːno/, în franceză Cervin /sɛʁvɛ̃/, în retoromană Mont(e) Cervin(u)) este un munte situat în Alpi, la granița dintre Elveția și Italia. Având o formă piramidală, aproape simetrică, muntele face parte din Alpii Penini, vârful său cu o înălțime de 4.478 metri fiind unul dintre cele mai înalte din Alpi și din Europa.
Cei patru versanți abrupți, care se ridică deasupra ghețarilor care înconjoară muntele, sunt îndreptați către cele patru puncte cardinale și sunt despărțiți de crestele Hörnli, Furggen, Lion/Leone și Zmutt. Muntele se învecinează cu comuna Zermatt din cantonul Valais, la nord-est și cu satul italian Breuil-Cervinia din Valle d'Aosta la sud. La est de Matterhorn se află pasul Theodul, principala cale de acces dintre cele două văi de pe laturile de nord și de sud, care a constituit o rută comercială încă din perioada Imperiului Roman.
Versantul nordic al muntelui Matterhorn este unul dintre cei trei versanți nordici mari din Alpi cunoscuți drept „Trilogia”, împreună cu cel al muntelui Eiger (3.967 m) din Alpii Bernezi și cel al vârfurilor Grandes Jorasses (4.208 m) din masivul Mont Blanc, care, fiind escaladați pentru prima dată în anii 1930, după numeroase încercări, uneori soldate cu tragedii, au constituit piatra de încercare a alpinismului.
Simbol al Elveției, denumit uneori „Muntele munților” (în germană Berg der Berge) și devenit o emblemă a Alpilor în general, Matterhorn a luat forma actuală ca rezultat al eroziunii circurilor glaciare care înconjurau vârful, cauzată de-a lungul timpului de ghețari, în prezent cel mai mare dintre aceștia fiind ghețarul Matterhorn de la baza versantului nordic. De la sfârșitul secolului al XIX-lea, când în zonă au fost construite căi ferate, muntele a atras un număr tot mai mare de vizitatori și alpiniști. Din 1983, Matterhorn face parte din Inventarul federal elvețian al monumentelor naturale (Bundesinventar der Landschaften und Naturdenkmäler von nationaler Bedeutung).

## Toponimie
Denumirea franceză, „Cervin”, provine din Mont Servin, care, până în 1855, a desemnat colul Saint-Théodule (Mons Silvanus în latină, limbă în care termenul mons indica inițial o trecătoare), dintr-o pădure întinsă străbătută de o potecă spre pasul de pe marginea văii Valtournenche, o vale laterală a Văii Aostei, situată la nord de comuna Châtillon. Acest toponim a apărut în timpul „optimului climatic roman”, când trecătorile alpine au fost deschise cea mai mare parte a anului, făcând posibilă cucerirea romană a Văii Aostei, întemeierea coloniei Augusta Prætoria Salassorum (în prezent orașul italian Aosta). Schimbarea inițialei numelui, din „s” în „c”, a fost cauzată de o greșeală făcută de Horace-Bénédict de Saussure, unul dintre primii cartografi ai Regatului Sardiniei.
Toponimul în germană, „Matterhorn”, derivă din Matt („pajiște" în germana elvețiană și în alemanică) și Horn („corn” în germană), denumire comună pentru majoritatea vârfurilor din Alpii Pennini și din regiunea Valle d'Aosta, în special pentru cei situați între văile Lys și Ayas. Prin urmare, Matterhorn semnifică „vârful pajiștilor:25”. În mod similar, Mattertal se traduce prin „valea pajiștilor:25”.
Primul termen „Matter-” ar putea proveni din substratul pre-indo-european Matra:245-258:88-94, cu sensul de „vârf” în germană, care se găsește în multe denumiri oronime din zona de la sud de Alpi (Como, Varese, Piemont, Liguria, Valtellina, Val Bregaia), precum muntele Máter (3.023 m) din Madesimo, muntele Matrá (2.206 m) din Samolaco, Monte Materio (1.465 m) din Val Masino, Piz Mader (3.001 m) care domină Val Maroz, în Val Bregaglia. Originea preindo-europeană a denumirii Matterhorn este cu atât mai plauzibilă cu cât numele vecinului său, Monte Rosa, provine din același substrat paleolingvistic: termenul rosa (rouja în arpitană) înseamnă „ghețar”, „zăpadă perenă”, adică un munte care rămâne alb pe tot parcursul anului.
Muntele mai este denumit în arpitană „Grand Bèca” (Grand'Becca sau Gran Becca) adică „Marele vârf”, în dialectul Walser „Horu”, iar în dialectul Zermatt „Hore” (forma locală a termenului "corn"). În dialectul local titsch din Gressoney-La-Trinité și Gressoney-Saint-Jean, este numit Matterhòre.
Josias Simler a emis ipoteza în De Alpibus Commentarius (1574) că numele Mons Silvius a fost readoptat de T. G. Farinetti:107: „Silvius a fost probabil un conducător roman care și-a cantonat legiunile pe pământurile locuite de Salassi și Seduni (triburi galice stabilite în văile râurilor Aosta și Rhône) și poate că a traversat pasul Theodul între aceste două locații. Acest Silvius poate să fi fost Servius Sulpicius Galba, pe care Cezar îl însărcinase cu deschiderea trecătorilor Alpine. Pentru a îndeplini ordinele lui Cezar, Servius Galba a condus legiunile din Allobroges (Savoia) la Octodurum (Martigny) în Valais și și-a așezat tabăra acolo. Trecerile pe care avea ordin să le deschidă nu puteau fi altele decât Sf. Bernard, Simplon, Theodul și Monte Moro, așadar, se pare că numele lui Servius, de unde Silvius și mai târziu Servin, sau Cervin, a fost dat în cinstea sa celebrei piramide”. Nu se știe când noul nume de Servin, sau Cervin, l-a înlocuit pe cel vechi, din care pare a fi derivat:289.

## Geografie

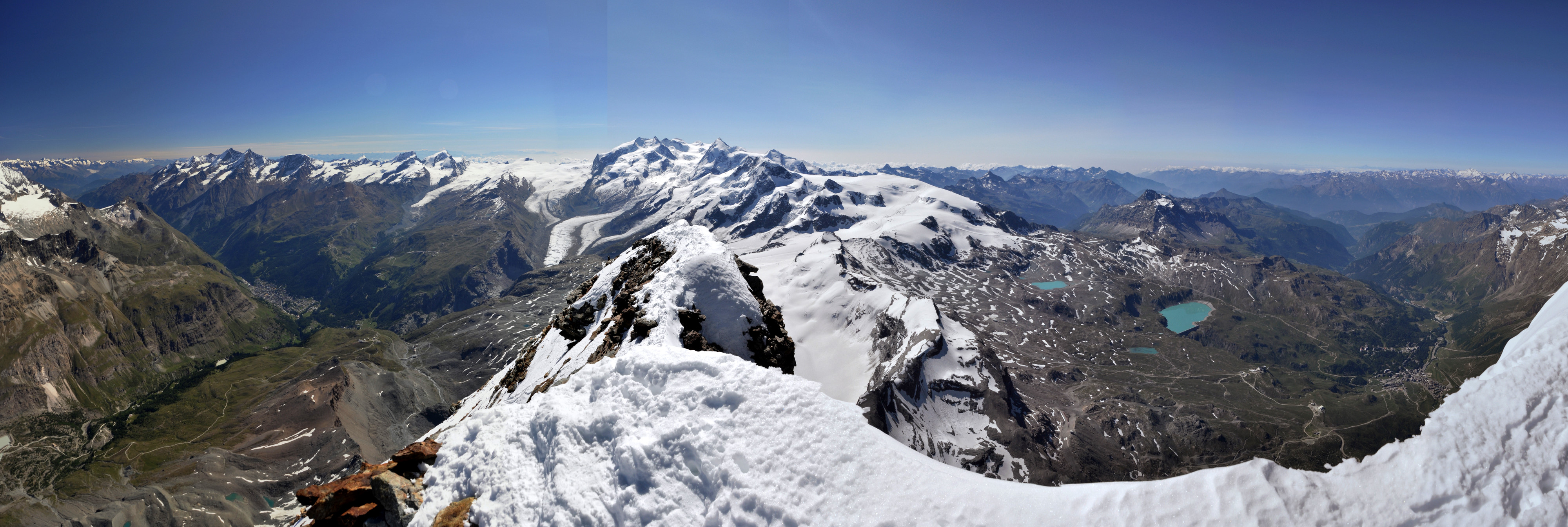
Vedere de pe vârful Matterhorn spre muntele Rosa, văile Matter („Mattertal”, stânga) și Valtournenche (dreapta)

Matterhorn are o formă piramidală, cu cele patru fețe aproape îndreptate către cele patru puncte cardinale. Trei dintre versanți (nordic, estic și vestic) se află pe partea elvețiană a graniței [valea Matter („Mattertal”)], iar unul dintre aceștia (cel sudic) se află pe partea italiană a graniței (valea Valtournenche). Versantul nordic este orientat spre muntele Ober Gabelhorn (la 7 km distanță), peste ghețarul Zmutt și valea Zermatt, versantul estic este orientat spre ghețarul Gorner, dintre creasta Gorner („Gornergrat”) și Monte Rosa (respectiv la 10 și 17 km distanță) peste pasul Theodul, versantul vestic este orientat spre bazinul superior al ghețarului Zmutt dintre munții Dent Blanche și Dent d'Hérens (la 7 și respectiv 4 km distanță), iar versantul sudic este orientat spre stațiunea Breuil-Cervinia și comuna Valtournenche. Matterhorn nu formează o piramidă pătrată perfectă, deoarece fețele de nord și de sud sunt mai largi decât fețele de vest și de est. Mai mult, ultimele două fețe nu se întâlnesc de fapt pe vârf, ci sunt conectate printr-o creastă orizontală vest-est de 100 de metri lungime situată între fețele de nord și de sud.
Versanții muntelui Matterhorn sunt abrupți și sunt acoperiți de mici pete de zăpadă și gheață, avalanșele declanșate periodic acumulând zăpada pe ghețarii de la baza fiecărei fețe, dintre care cei mai mari sunt ghețarul Tiefmatten („Tiefmattengletscher”) la vest, parte a ghețarului Zmutt și ghețarul Matterhorn la nord. Ghețari de dimensiuni mai mici se află la baza versantului sudic și a celui estic.
În această zonă, granița dintre Elveția și Italia coincide cu linia alpină care formează diviziunea principală de drenaj, separând bazinul hidrografic al fluviului Rhône la nord (spre Marea Mediterană) și cel al fluviului Pad la sud (spre Marea Adriatică). Partea de nord este drenată de Zmuttbach (versanții vestic și nordic) și Gornera prin Furggbach (versantul estic), afluenți ai Matter Vispa care, împreună cu Saaser Vispa, formează râul Vispa, afluent al fluviului Rhône. Versantul sudic este drenat de torentul Marmore, un afluent al râului Dora Baltea (sau Doire baltée), care se varsă ulterior în fluviul Pad. Pasul Theodul (3.295 m), situat pe linia de separație a apelor dintre Matterhorn și Breithorn, este cea mai ușoară trecătoare între cele două văi și țări (pasul Furggjoch situat puțin mai jos nefiind folosit ca trecătoare). Între 100 î.Hr. și 400 î.Hr., trecătoarea a fost folosită ca rută de trecere și de comerț de către romani și de populația celtică romanizată „salassi”. În prezent, zona este puternic înghețată și acoperită pe partea de nord de ghețarul Theodul.

Versanții muntelui Matterhorn (Cervino)
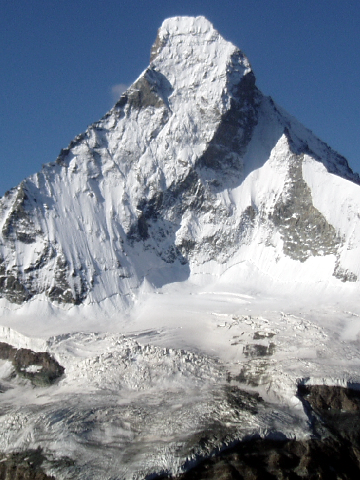
Versantul nordic
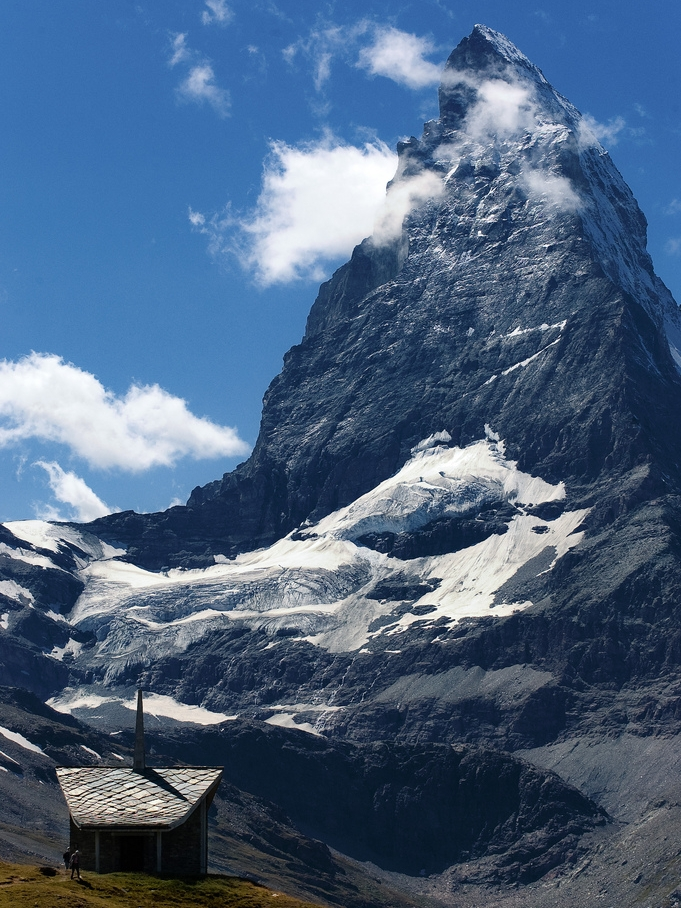
Versantul estic
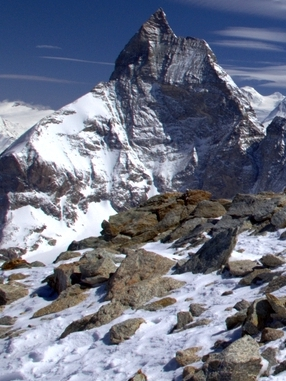
Versantul vestic
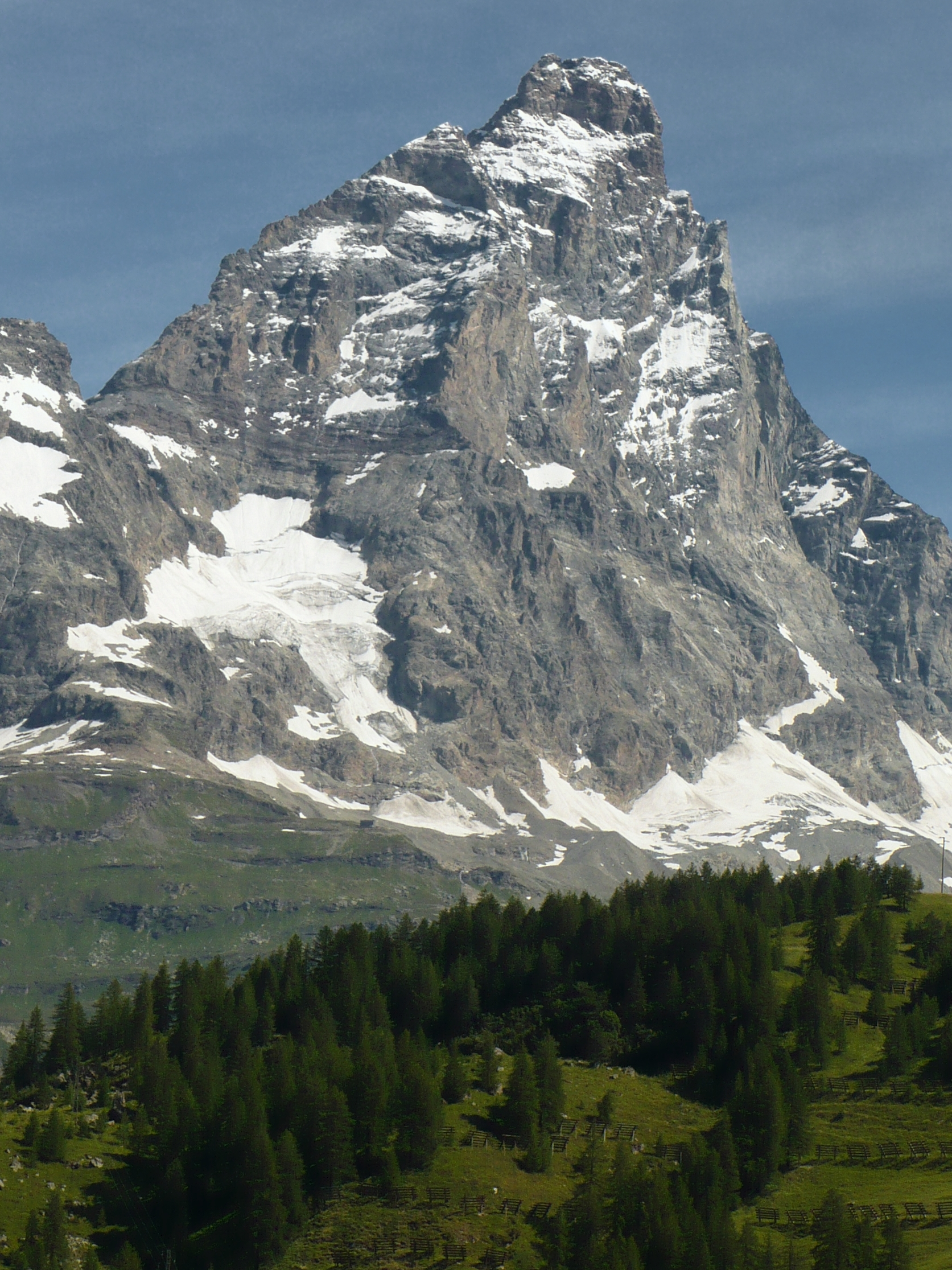
Versantul sudic

## Topografie

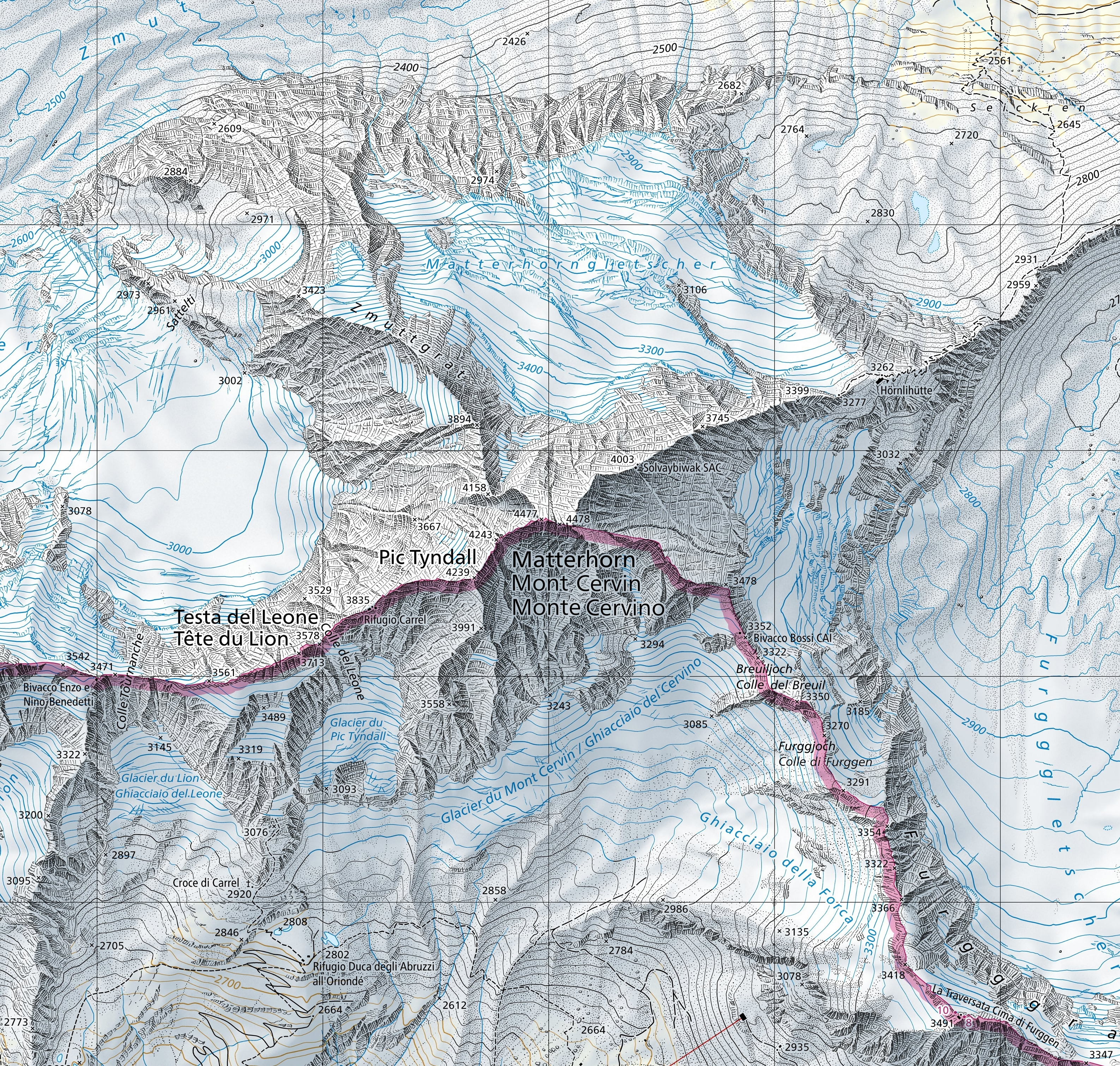
Muntele Matterhorn pe harta națională a Elveției

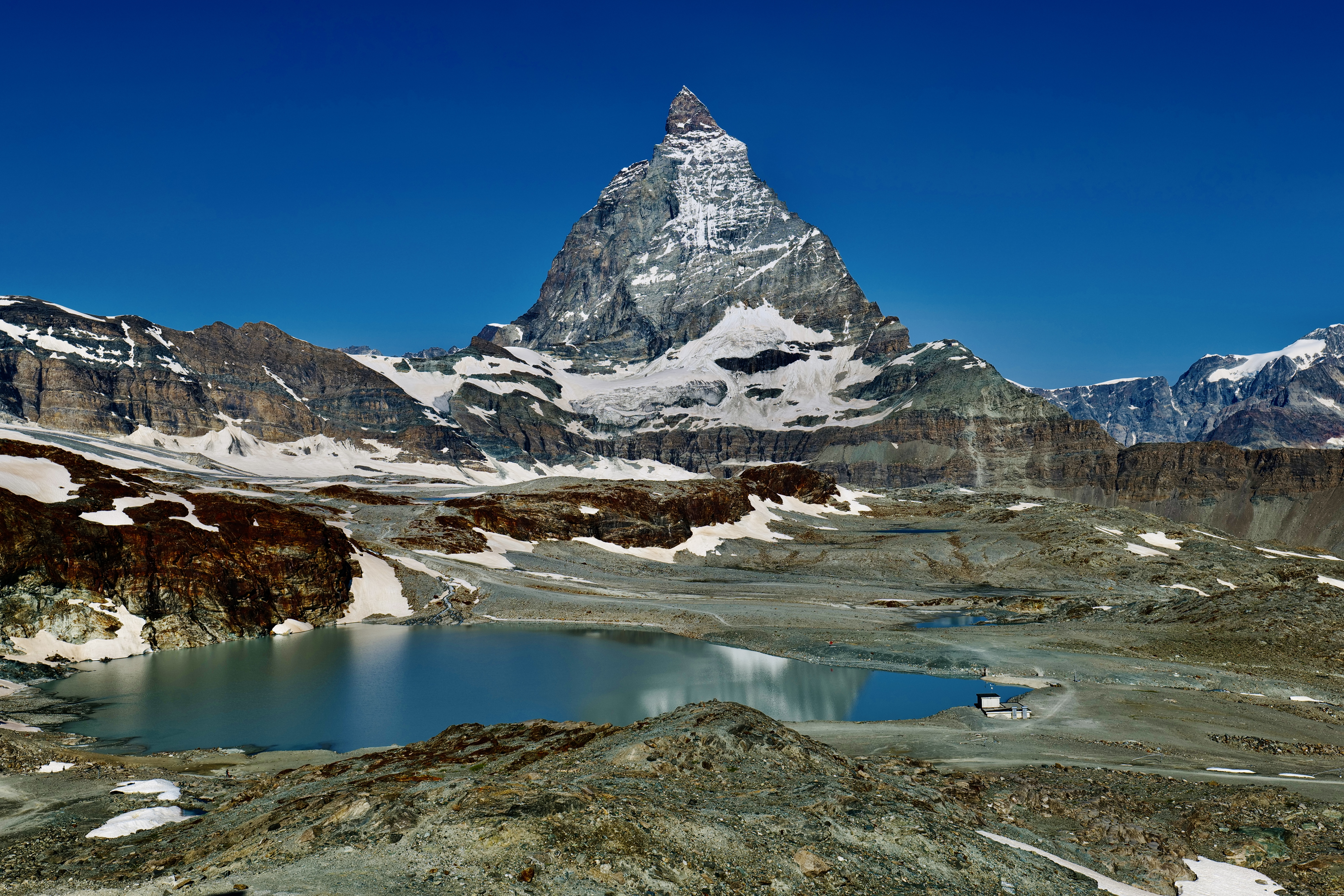
Versantul estic al muntelui Matterhorn

Matterhorn este un munte piramidal, cu o formă specifică, aproape regulată. Cele patru fețe ale sale se extind aproximativ 400 de metri sub vârf, formând piramida numită de localnici „le toit” („acoperișul”). Vârful acestuia este de fapt o creastă stâncoasă, de aproximativ 2 metri lățime și 100 de metri lungime, care marchează granița teritorială dintre Elveția și Italia, pe care se pot distinge două vârfuri: cel numit „vârful elvețian”, cel mai estic, care atinge o altitudine de 4.477,8 metri, și cel „italian”, ceva mai jos (4.476 m), în extremitatea vestică. În septembrie 1901, în punctul cel mai jos al crestei care include cele două vârfuri a fost ridicată o cruce:137-139.
În august 1792, geologul și exploratorul Horace Bénédict de Saussure a făcut prima măsurătoare a înălțimii muntelui Matterhorn, folosind un sextant și un lanț de 15 metri lungime întins pe ghețarul Theodul. El a calculat înălțimea ca 4.501,7 m. În 1868, inginerul italian Felice Giordano a măsurat o înălțime de 4.505 m, cu ajutorul unui barometru cu mercur, pe care-l transportase pe vârf. Harta Dufour (prima hartă topografică a Elveției, publicată în 1838), care a fost urmată ulterior de hărțile realizate de topografii italieni, specifica valoarea de 4,482 m ca înălțime a vârfului elvețian:317.
În 1999, înălțimea vârfului a fost determinată cu precizie la valoarea de 4.477,54 m deasupra nivelului mării, prin utilizarea tehnologiei GPS, ca parte a proiectului de remăsurare a cotelor maxime la nivel global TOWER (Top of the World Elevations Remeasurement) și cu o precizie de mai puțin de un centimetru, ceea ce permite urmărirea modificărilor ulterioare.
Proeminența topografică a vârfului Matterhornului este de 1.042 m față de creasta care îl leagă de un vârf mai înalt [în acest caz Weisshorn, care este punctul cel mai înalt al lanțului montan situat la vest de valea Matter („Mattertal”)], denumită Col Durand (3.436 m), o culme între munții Pointe de Zinal și Durand. Izolarea topografică este de 13,9 km, deoarece cel mai apropiat punct de altitudine mai mare este Liskamm Westgipfel (4.479 m), vârful secundar vestic al muntelui Liskamm, cu 1 metru mai înalt.
Luând în considerare munții cu o proeminență topografică de cel puțin 300 m, Matterhorn este al șaselea cel mai înalt vârf din Alpi și Europa în afara munților Caucaz. Este al cincilea cel mai înalt vârf din Valais și Elveția, al treilea cel mai înalt vârf din Valle d'Aosta și al patrulea din Italia, după Mont Blanc, Grenzgipfel și Liskamm. La nivel local, este al treilea cel mai înalt vârf de pe teritoriul comunei Zermatt și cel mai înalt vârf de pe teritoriul comunei Valtournenche. În lista vârfurilor din Alpi cu înălțimi de peste 4000 de metri publicată de Uniunea Internațională a Asociațiilor de Alpinism, care include și vârfuri secundare ale munților mai înalți, cum ar fi Monte Rosa din apropiere, Matterhorn este al 12-lea cel mai înalt vârf din Alpi.
| 1792                        | 1862         | 1868            | 1880            | 1934            | 1946                       | 1999            | 2010                       |
| --------------------------- | ------------ | --------------- | --------------- | --------------- | -------------------------- | --------------- | -------------------------- |
| Horace-Bénédict de Saussure | Harta Dufour | Felice Giordano | Harta Siegfried | Harta Siegfried | Harta națională a Elveției | Proiectul TOWER | Harta națională a Elveției |
| 4.501,7 m                   | 4.482 m      | 4.505 m         | 4.482 m         | 4.481 m         | 4.477,5 m                  | 4.477,54 m      | 4.478 m                    |

## Geologie
Muntele Matterhorn este compus din roci formate în paleozoic, care au fost împinse în perioada cenozoică peste baza muntelui formată în mezozoic. Efectele glaciațiunii din cuaternar și cele ale intemperiilor au dat muntelui forma sa actuală:187-199.
În afară de baza muntelui, Matterhorn este compus din granodiorit și gneiss aparținând lamei deversante Dent Blanche, parte a lamelor deversante austroalpine („Austroalpine nappes”) care se întind peste Alpii Pennini. Austroalpine nappes fac parte din placa tectonică Apuliană („Apulian Plate”), un precursor al continentului european, care s-a despărțit de Africa înainte de orogeneza alpină. Din acest motiv, Matterhorn a fost adesea considerat un munte african. Austroalpine nappes sunt în mare parte comune în Alpii Răsăriteni.

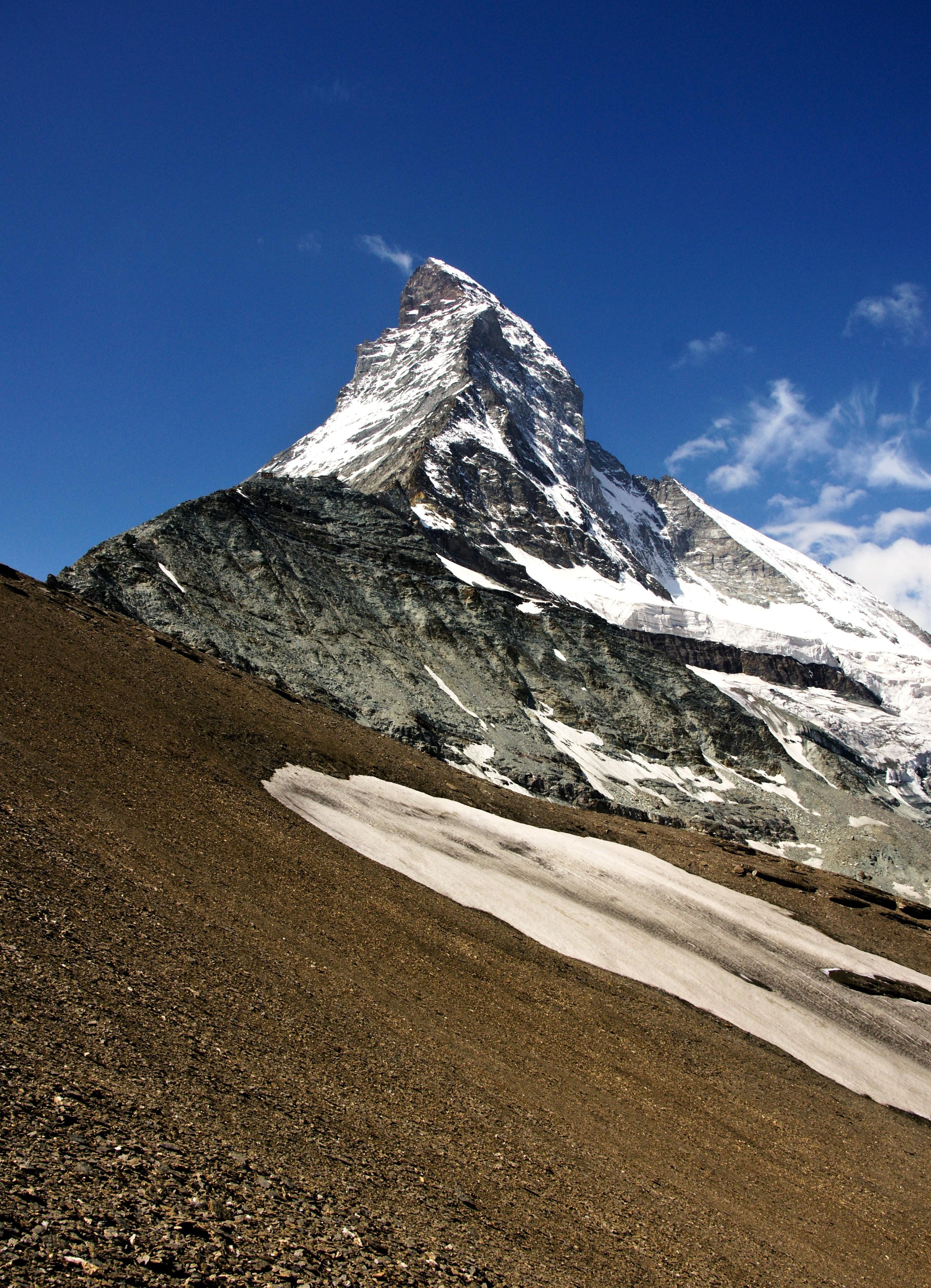
Straturile de rocă ale muntelui Matterhorn: partea inferioară este rocă sedimentară (maro), partea de mijloc este șist verde („greenschist”) din scoarța oceanică, iar vârful în sine este din gneiss de pe continentul african

Formarea Matterhorn (și a întregului lanț alpin) a început odată cu destrămarea continentului Pangaea în urmă cu 200 de milioane de ani, perioadă în care s-au separat Laurasia (conținând Europa) și Gondwana (conținând Africa). În timp ce rocile care constituiau Monte Rosa din apropiere au rămas în Laurasia, rocile care constituiau Matterhorn s-au regăsit în Gondwana, separate de nou formatul ocean Tethys. Acum 100 de milioane de ani, extinderea oceanului Tethys s-a oprit și placa Apuliană s-a rupt din Gondwana, fiind împinsă spre continentul european. Aceasta a dus la închiderea vestului Tethys prin subducție sub placa Apuliană (cu oceanul Piemont-Liguria mai întâi și oceanul Valais mai târziu). Subducția scoarței oceanice a lăsat urme vizibile și astăzi la baza Matterhorn (prismă acreționară, formată din sedimente acumulate pe placa tectonică nesubductivă la limita plăcii convergente. Cea mai mare parte a materialului din prisma acreționară este alcătuită din sedimente marine răzuite de pe placa descendentă a scoarței oceanice). Orogeneza în sine a început după sfârșitul subducției oceanice, când crusta continentală europeană s-a ciocnit cu continentul Apulian, rezultând formarea lamelor deversante („nappes”).
Matterhorn și-a dobândit forma piramidală caracteristică în vremuri mult mai recente, din cauza eroziunii naturale din ultimul milion de ani. La începutul orogenezei alpine, Matterhorn era un munte rotunjit, asemănător unui deal. Deoarece partea sa superioară este deasupra liniei zăpezii (limita dintre suprafața acoperită cu zăpadă și cea fără zăpadă), baza versanților săi sunt acoperiți de gheață rezultată din acumularea și compactarea zăpezii. În perioadele mai calde, o parte din gheață se topește și se infiltrează în roca de bază. Când îngheață din nou, fracturează bucăți de rocă din cauza dilatării (ciclu îngheț-dezgheț), formând în timp un circ glaciar, o vale asemănătoare unui amfiteatru formată prin eroziune glaciară. Patru astfel de circuri glaciare au condus la forma actuală a muntelui.
Cea mai mare parte a bazei muntelui face parte din lama deversantă Tsaté („Tsaté nappe”), o rămășiță a scoarței oceanice Piemont-Liguria (ofiolit) și a rocilor sale sedimentare. Până la altitudinea de 3.400 de metri, muntele este compus din straturi succesive de ofiolit și roci sedimentare. De la 3.400 de metri până în vârf, stâncile sunt gneisuri din „Dent Blanche nappe” (lame deversante austroalpine). Acestea sunt împărțite în seria Arolla (sub 4.200 m) și zona Valpelline (vârful). Alți munți din regiune (Weisshorn, Zinalrothorn, Dent Blanche, Collon) aparțin de asemenea lamei deversante Dent Blanche.
Geologia muntelui Matterhorn a fost studiată încă de la începutul secolului XX de geologul elvețian Émile Argand, precursor al studiului geologic al Alpilor. Cunoștințele actuale nu diferă cu mult față de cele publicate de Argand. Straturile geologice ale muntelui Matterhorn sunt, începând de la bază:
- șisturi lucioase datând din cenomanian, prima etapă stratigrafică a a cretacicului superior (între 100,5 și 93,9 milioane de ani),
- seria Frilihorn: serii stratigrafice subțiri formate în perioade variind de la triasicul inferior (între 252,17 și 247,2 milioane de ani) până la cretacicul superior (100,5 - 66 milioane de ani), conținând cuarțit și marmură,
- o mare intercalare de ofiolit în șisturile lucioase ale marginii de nord-est și la baza piramidei, rămășițe ale unei vechi cruste oceanice,
- corpul principal al piramidei, format din gneiss din seria Arolla,
- baza versantului sudic conține gabbro datând de aproximativ 250 milioane de ani, aproape de limita permian-triasic,
- partea de vârf este formată din gneiss din valea Valpelline acoperită cu gabbro. O parte din aceste roci provine de la bază, inima anticlinală a lamei deversante, ceea ce face să se spună că „Materhorn este african[40]".

## Climă

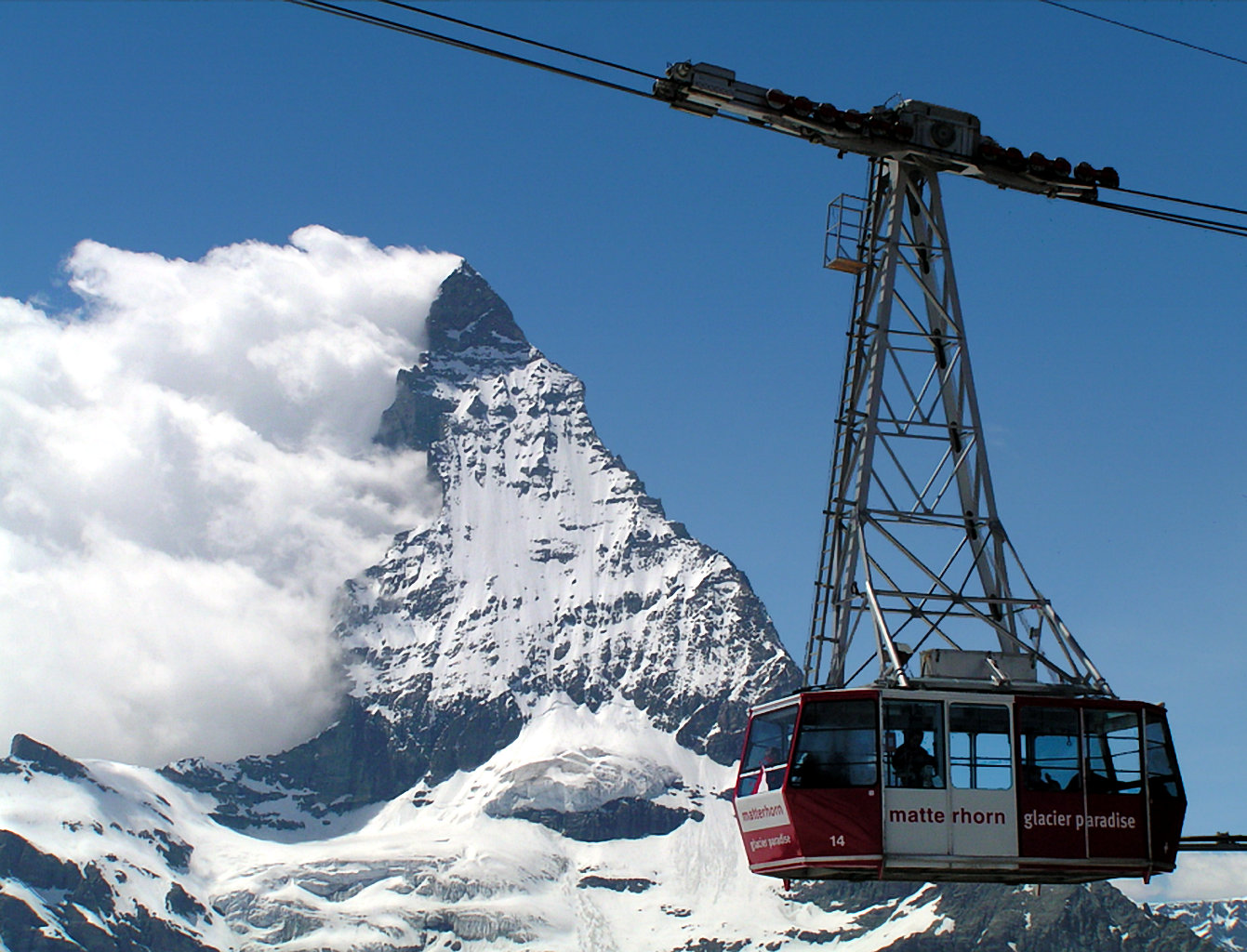
Formarea norilor de creastă pe Matterhorn

Matterhorn este un munte izolat. Datorită poziției sale pe principala linie de separare a bazinelor hidrografice și înălțimii sale mari, Matterhorn este expus schimbărilor meteorologice rapide. În plus, fețele abrupte ale muntelui și locația sa izolată îl fac predispus la formarea norilor de creastă, atunci când vânturile de nord-vest împing masele de aer către munte, iar partea elvețiană a Matterhorn este umbrită și prin urmare mai rece decât partea italiană, încălzită de soare, creându-se astfel o suprapresiune dinamică pe partea elvețiană care duce la o depresiune pe partea italiană unde vaporii de apă se condensează și formează norul banner.

## Istoric
Elvețianul Aegidius Tschudi, unul dintre primii topografi și istorici alpini, a fost primul care a menționat regiunea din jurul Matterhorn în lucrarea sa De Prisca ac Vera Alpina Raethi, publicată la Basel în 1538. S-a apropiat de Matterhorn ca student, când în călătoriile sale alpine a străbătut pasul Theodul, dar nu pare să fi acordat o atenție deosebită muntelui în sine.
Peste mai mult de două sute de ani, la sfârșitul secolului al XVIII-lea, Matterhorn a fost studiat de Horace-Bénédict de Saussure și de alți naturaliști și artiști renumiți, precum John Ruskin, în secolul al XIX-lea. 
Oricum, de Saussure nu a simțit imboldul de a escalada muntele și nu avea nicio speranță să-i măsoare altitudinea ducând un barometru pe vârf. „Fețele sale abrupte”, a scris el, „care nu susțin nici măcar zăpezile, sunt de natură să nu permită nicio cale de acces”. Cu toate acestea, interesul său științific a fost aprins de „vârful mândru care se ridică la o altitudine atât de mare, ca un obelisc triunghiular, care pare să fie sculptat cu o daltă”. În prima sa călătorie, de Saussure călătorise dinspre Ayas spre Col des Cimes Blanches, de unde a putut zări pentru prima dată muntele Matterhorn, apoi coborând spre Breuil, a trecut prin pasul Theodul. La a doua călătorie, în 1792, a ajuns în Valtournenche, apoi a urcat spre pasul Theodul, unde a petrecut trei zile, analizând structura muntelui Matterhorn, fiind primul care i-a măsurat înălțimea, și colectând pietre, plante și insecte. A făcut observații atente, de la lichenii rari care se agățau de stânci până la micuța, dar viguroasă muscă de ghețar (Desoria saltans) care flutura peste zăpadă și a cărei existență la asemenea înălțimi era un mister. Noaptea s-a refugiat sub cortul ridicat lângă ruinele unui vechi fort în vârful trecătoarei. În acele zile a urcat pe Klein Matterhorn (3.883 m), pe care l-a numit Cime Brune du Breithorn („Vârful maroniu al muntelui Breithorn”).
Primii cercetători au început să afluiască spre Matterhorn. Există o înregistrare a traseului urmat de un grup de englezi care, în vara anului 1800, au traversat pasul Marele Saint-Bernard, la câteva luni după trecerea lui Napoleon Bonaparte, au ajuns în Aosta și apoi la Valtournenche, au dormit la cabana din Breuil și au străbătut pasul Theodul pe care l-au numit Monte Rosa. Matterhorn a fost pentru ei un obiect al celei mai intense și continue admirații.

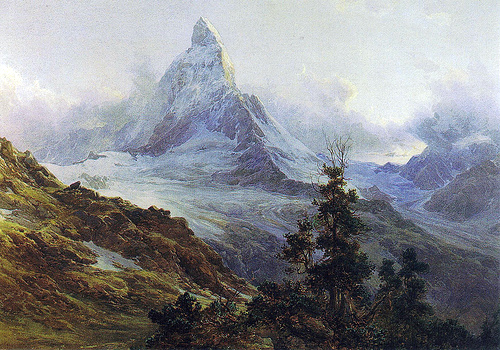
Matterhorn, Edward Theodore Compton, 1879

Matterhorn este menționat într-un ghid al Elveției realizat de Johann Gottfried Ebel, care a fost publicat la Zürich spre sfârșitul secolului al XVIII-lea și a fost tradus în engleză în 1818. Muntele apărea sub trei nume: „Silvius”, „Matterhorn” și „Mont Matterhorn”, fiind descris pe scurt drept unul dintre cele mai splendide și minunate obeliscuri din Alpi. Despre Zermatt era notat: „Un loc care poate interesa un turist este valea Praborgne (Zermatt); este mărginită de ghețari uriași care coboară până în vale; satul Praborgne este destul de înalt și se află la o înălțime mare deasupra ghețarilor; clima sa este aproape la fel de caldă ca cea a Italiei, iar plantele obișnuite în țările calde se găsesc acolo la altitudini considerabile, deasupra gheții".
Pictorul, scriitorul și inventatorul englez William Brockedon, care a vizitat regiunea în 1825, a considerat trecerea pasului Theodul de la Breuil la Zermatt o întreprindere dificilă. Când a ajuns epuizat în vârful trecătoarei, a privit „la frumoasa piramidă a Matterhorn-ului, mai minunată decât orice altceva în vedere, ridicându-se din patul său de gheață la o înălțime de 5.000 de picioare (circa 1.500 m), un spectacol de o măreție de nedescris”. În acest „imens amfiteatru natural, închis din timpuri imemoriale de munți îmbrăcați cu zăpadă și ghețari mereu albi, în prezența acestor ziduri mărețe, mintea este copleșită, nu pentru că nu ar fi în stare să cuprindă panorama, ci pentru că se clatină sub imensitatea acelor priveliști pe care le contemplă”.
Cei care au călătorit prin Valtournenche până la poalele muntelui au fost puțini la număr. Americanul W. A. B. Coolidge menționează că în acei ani, în afară de Brockedon, doar Hirzel-Escher din Zürich a traversat pasul Theodul în 1822, plecând de la Breuil, însoțit de un ghid local. Cei mai mulți au urcat dinspre Valais spre Visp până la Zermatt. În 1813, un francez, Henri Maynard, a urcat la pasul Theodul și a făcut prima ascensiune pe muntele Breithorn, fiind însoțit de numeroși ghizi, printre care J. M. Couttet din Chamonix, același care a mers cu de Saussure pe vârful Klein Matterhorn în 1792. Scrierile acestor pionieri menționează adesea muntele Matterhorn. „Mințile mai puternice”, remarca Edward Whymper, „au simțit influența acestei forme minunate, iar oamenii care de obicei vorbeau sau scriau ca niște ființe raționale, atunci când intrau sub vraja sa, păreau să-și piardă simțurile”.
Printre vizitatorii Matterhorn în acești ani (1834-1840) s-au numărat Elie de Beaumont, un renumit geolog francez și Pierre Jean Édouard Desor, un naturalist din Neuchâtel, care a mers acolo cu un grup de prieteni, dintre care doi erau Louis Agassiz și Bernhard Studer. Christian Moritz Engelhardt, care era atât de plin de admirație pentru Zermatt și împrejurimile sale, încât s-a întors acolo de cel puțin zece ori (între 1835 și 1855), a descris aceste locuri în două volume valoroase, a desenat panorame și hărți și a studiat mineralogia și botanica regiunii. Zermatt era la acea vreme un sat liniștit, iar călătorii găseau găzduire la preotul paroh sau la doctorul satului.

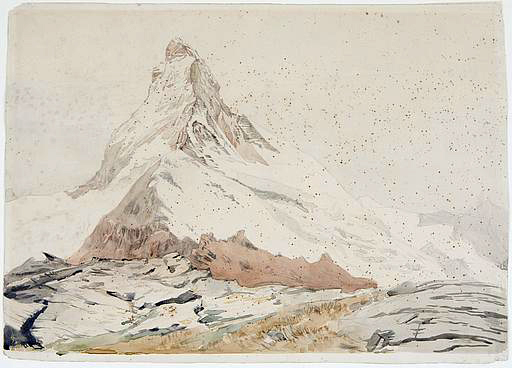
Matterhorn, John Ruskin, 1849

În 1841, James David Forbes, profesor de filozofie naturală la Universitatea din Edinburgh, a venit să viziteze muntele Matterhorn. Filozof și geolog, el a continuat munca lui De Saussure în călătoriile și scrierile sale. Era plin de admirație pentru Matterhorn, numindu-l cel mai minunat vârf din Alpi, necucerit și inabordabil. Și așa a rămas mult timp după aceasta, fiind descris identic douăzeci de ani mai târziu de naturalistul irlandez John Ball în celebrul său ghid. În 1842, Forbes a străbătut pasul Theodul, a urcat pe Breithorn și a coborât la Breuil. Lăsând în urmă stâncile colțuroase și sălbatice ale muntelui Matterhorn, peisajele italiene din Valtournenche i se păreau paradisiace. În aceeași perioadă, geograful Gottlieb Samuel Studer, împreună cu Melchior Ulrich, descriau și cartografiau vârfurile Zermatt:27.
Profesorul elvețian Rodolphe Töpffer, părintele benzilor desenate, a fost inițiatorul drumețiilor în Alpi în scop educațional și recreativ dedicate tinerilor, la care participa în calitate de însoțitor și ghid. Deși aceste călătorii au început în anul 1832, abia în 1840 Töpffer a menționat în scris muntele Matterhorn. Doi ani mai târziu, Töpffer și elevii săi au călătorit la Zermatt, iar profesorul a descris această călătorie într-un capitol intitulat „Călătorie în jurul Mont Blanc la Zermatt”, lăudând muntele Matterhorn și comparând forma acestuia cu un „cristal imens cu o sută de fațete sclipind în nuanțe variate, care reflectă blând lumina, neumbrită, din înălțimile cele mai îndepărtate ale cerului”. Cartea lui Töpffer a fost ilustrată de Alexandre Calame, maestrul și prietenul său, cu desene ale muntelui Matterhorn, executate în stilul romantic al perioadei, ilustrând un munte artificial, o imagine care corespunde mai degrabă efectului profund pe care l-a produs asupra artistului, decât formei reale a muntelui.

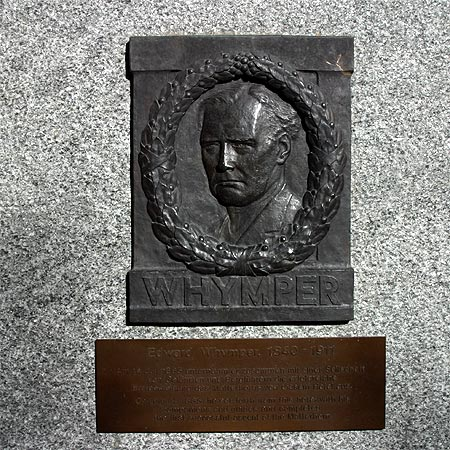
Placă de pe peretele frontal al hotelului Monte Rosa, care comemorează prima ascensiune a lui Edward Whymper, care, la 14 iulie 1865, a pornit de la acest hotel împreună cu însoțitorii și ghizii săi, reușind prima ascensiune pe Matterhorn

Vârful a rămas neescaladat chiar dacă majoritatea celorlalte vârfuri mari alpine fuseseră deja atinse și a devenit subiectul unei competiții internaționale. Prima ascensiune pe vârful Matterhorn a fost efectuată în 1865 dinspre Zermatt de către un grup condus de Edward Whymper, dar un accident survenit la întoarcere, în timpul coborârii, a luat viețile a patru dintre cei șapte alpiniști. Acest dezastru, prezentat mai târziu în mai multe filme, a marcat sfârșitul epocii de aur a alpinismului.
Versantul vestic, cel mai înalt dintre cei patru versanți ai muntelui Matterhorn, a fost escaladat abia în 1962. Se estimează că peste 500 de alpiniști și-au pierdut viața pe Matterhorn, făcându-l unul dintre cele mai letale vârfuri din lume
Matterhorn a fost unul dintre ultimii munți importanți din Alpi care au fost cuceriți, nu din cauza dificultății tehnice, ci din cauza fricii pe care a inspirat-o primilor alpiniști. Primele încercări serioase au pornit dinspre partea italiană, deși, în ciuda aparențelor, traseele sudice erau mai dificile din punct de vedere tehnic. Figurile marcante au fost Jean-Antoine Carrel și unchiul său Jean-Jacques Carrel, din zona Valtournenche, care au făcut primele încercări în 1857 și 1858, ajungând la 3.800 m în cursul celei de-a doua tentative. În iulie 1860, trei frați din Liverpool, Alfred, Charles și Sandbach Parker, au încercat să escaladeze muntele, dar s-au întors după ce ajunseseră la o altitudine de aproximativ 3.500 m:46-57. În luna august a aceluiași an, Jean-Jacques Carrel, în calitate de ghid, împreună cu Johann Joseph Bennen, Vaughan Hawkins și John Tyndall, au atins altitudinea de aproximativ 3.960 m înainte de a se întoarce. În 1861, cei doi Carrel au reușit să ajungă pe Creasta Cocoșului („Crête du Coq”), la 4.032 m. În iulie 1862, Jean-Antoine, împreună cu César Carrel, i-au însoțit pe John Tyndall, Anton Walters și J.J. Bennen până la umărul vestic, la 4.248 m, care a fost numit ulterior Pic Tyndall, în onoarea alpinistului irlandez.
Edward Whymper s-a alăturat eforturilor în august 1861, dar în primele 7 încercări, cu diverși însoțitori, nu a putut atinge decât o altitudine de aproximativ 4.100 m. Cu toate acestea, la 14 iulie 1865, în ceea ce este considerată ultima ascensiune din epoca de aur a alpinismului, el a reușit să ajungă pe vârf, urcând pe creasta Hörnli dinspre Elveția, ghidat de renumitul alpinist francez Michel Croz, precum și de elvețienii Peter Taugwalder tatăl și fiul, și fiind însoțit de britanicii Charles Hudson, Lord Francis Douglas și Douglas Robert Hadow. La coborâre, Hadow, Croz, Hudson și Douglas și-au pierdut viețile:895 pe ghețarul Matterhorn, toți, în afară de Douglas, ale cărui rămășițe nu a fost găsite niciodată, fiind îngropați în curtea bisericii din Zermatt.
Doar trei zile mai târziu, la 17 iulie 1865, Jean-Antoine Carrel și Jean-Baptiste Bich au atins și ei vârful, plecând dinspre partea italiană:241-259.

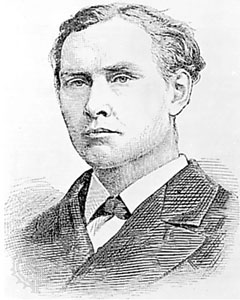
Edward Whymper
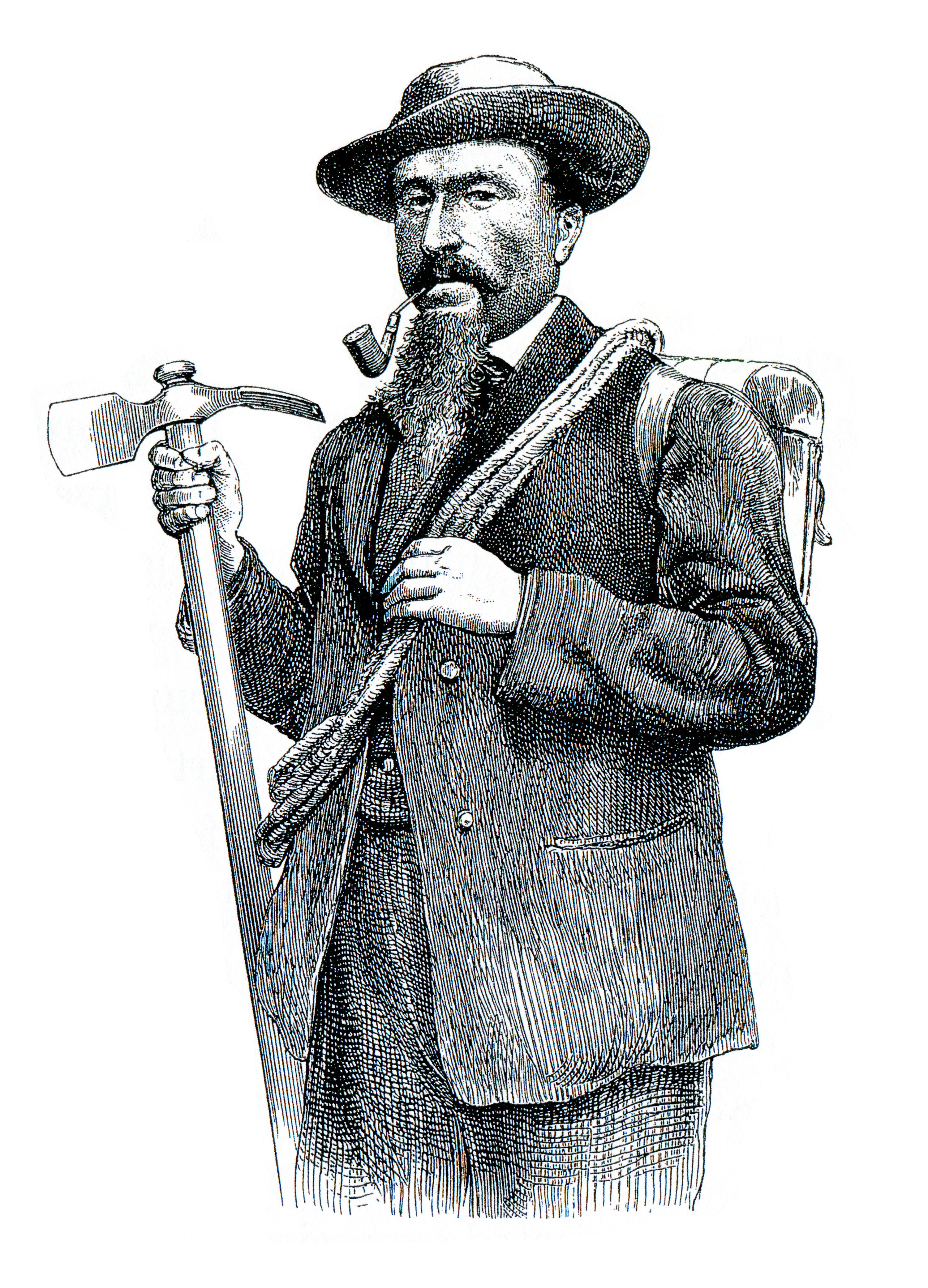
Michel Croz (gravură de Whymper)
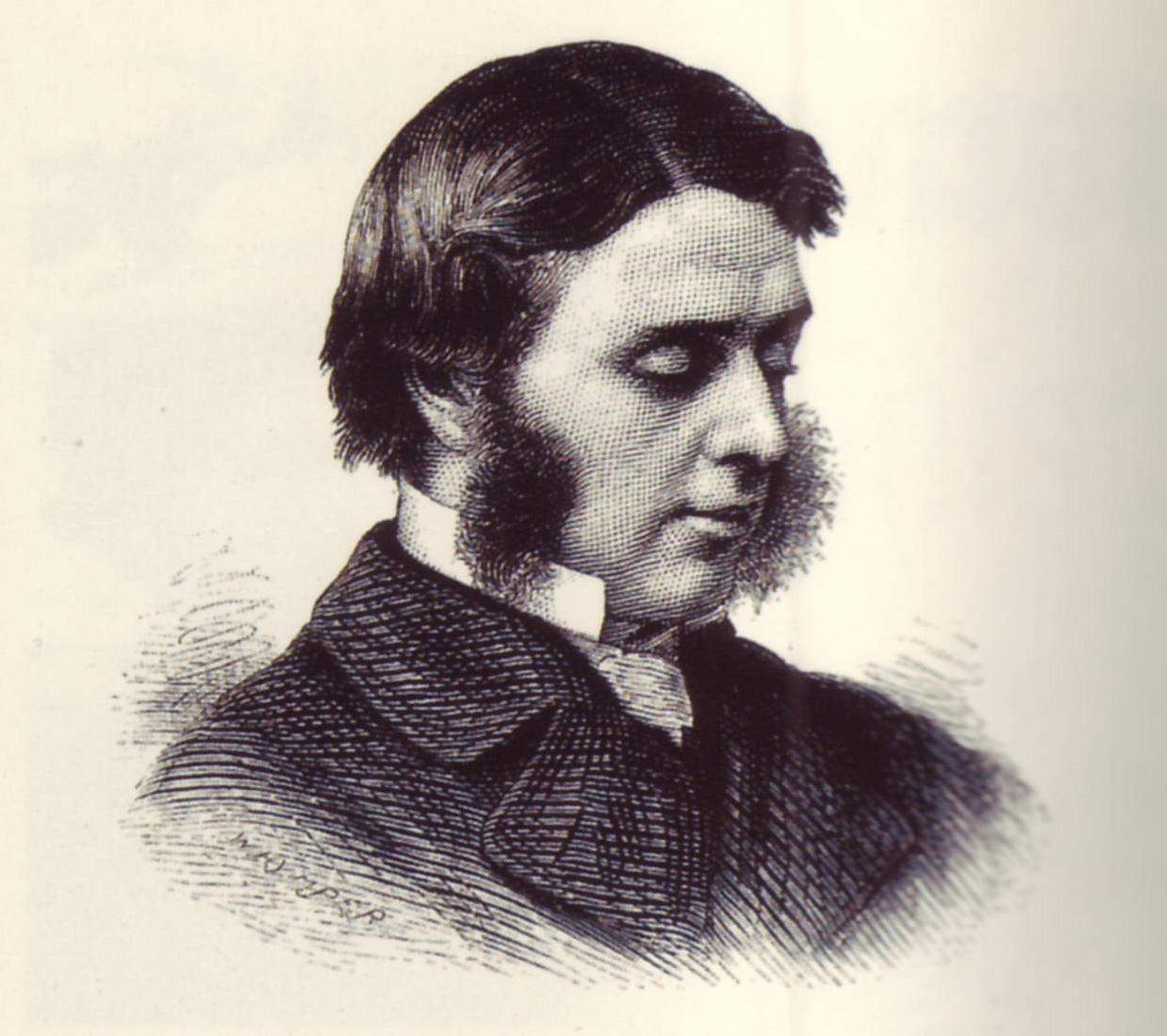
Charles Hudson (gravură de Whymper)
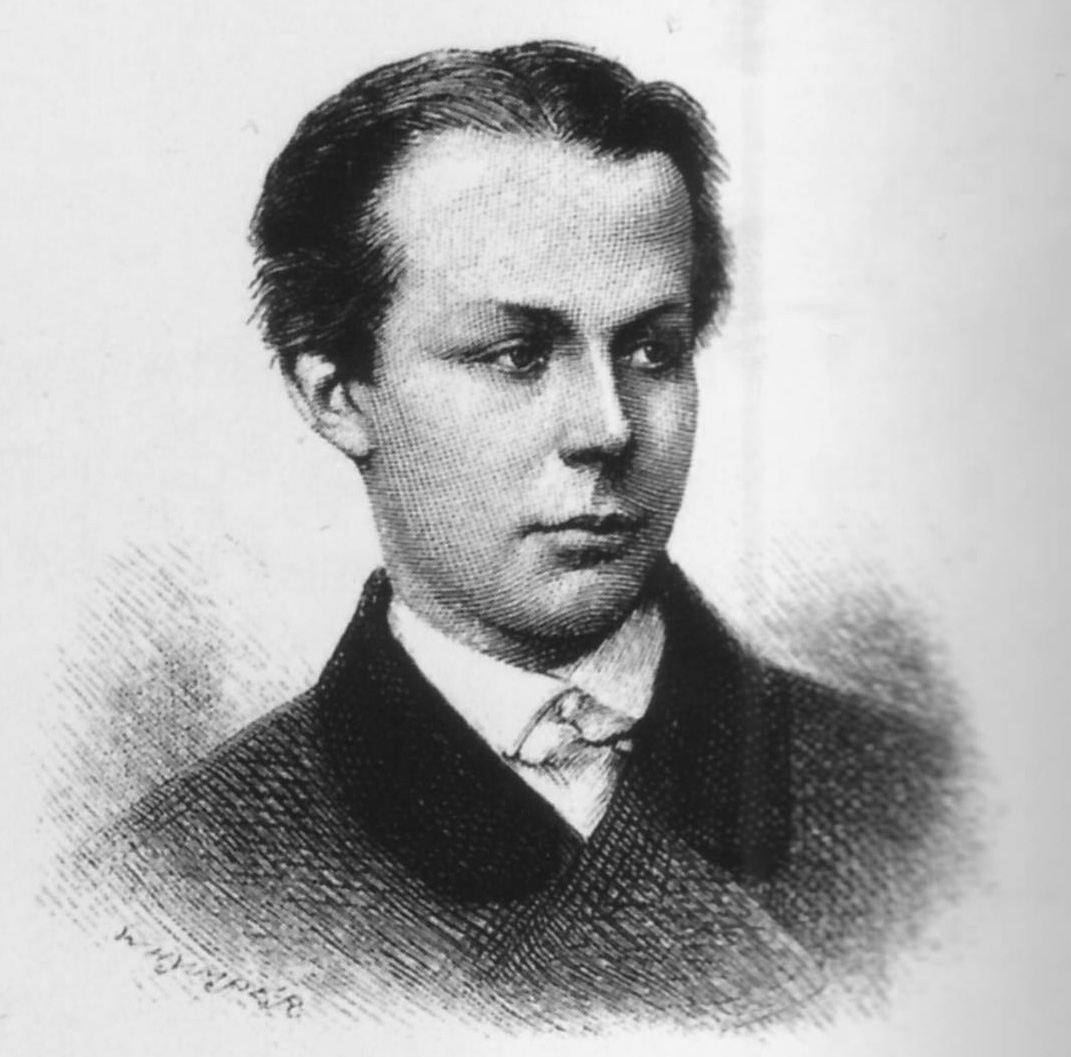
Lord Francis Douglas (gravură de Whymper)
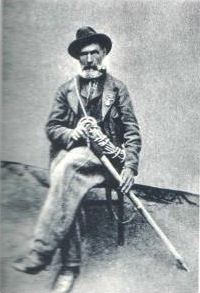
Jean-Antoine Carrel

### Primele încercări de escaladare

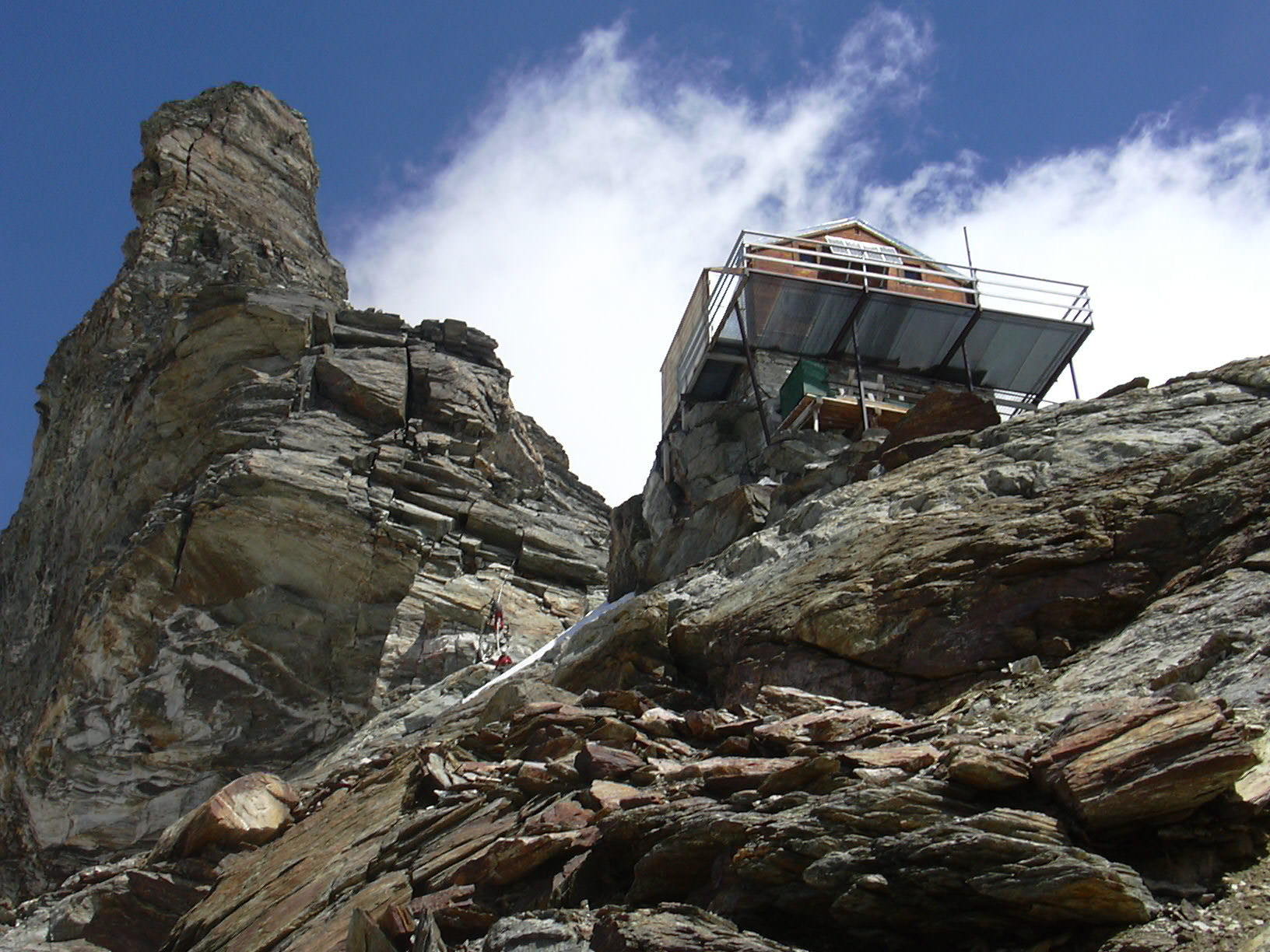
Cabana Jean-Antoine Carrel (3.830 m), pe Col du Lion

În vara anului 1860, Edward Whymper, un artist și gravor englez care fusese angajat de un editor londonez pentru a realiza schițe ale munților din regiunea Zermatt, a văzut muntele Matterhorn pentru prima dată. Nefiind încă escaladat, muntele avea o imagine mixtă în rândul alpiniștilor britanici, ceea ce l-a fascinat pe Whymper, care s-a decis să-l cucerească. Prima încercare a lui Whymper a avut loc în august 1861, din satul italian Breuil-Cervinia, dinspre sud. În Châtillon a angajat un ghid elvețian, care a rămas anonim, iar în Valtournenche aproape că l-a angajat și pe italianul Jean-Antoine Carrel, dar, neplăcându-i aspectul unchiului acestuia, s-a răzgândit. Cei doi Carrel au decis să încerce și ei escaladarea muntelui Matterhorn, ajungându-l din urmă pe Whymper la căderea nopții. Whymper avea acum „o tentație puternică de a-i angaja pe cei doi, dar, în cele din urmă, s-a hotărât să nu o facă”, așa că cei doi Carrel au continuat pe cont propriu, atingând un nou maxim pe Matterhorn, de 4.032 m, a doua zi. Whymper și ghidul său au mai rămas o noapte pe Col du Lion („Col Tournanche”, 3.479 m) dar au fost forțați să se întoarcă a doua zi.
În 1862, Whymper a mai făcut încercări, tot dinspre sud, pe creasta Lion („Col du Lion” sau „creasta italiană”), unde traseul părea mai ușor decât cel de pe creasta Hörnli (dinspre nord-est, traseul normal din prezent). Pe cont propriu, a depășit 4.000 de metri, dar a fost rănit în drum spre Breuil. În iulie, John Tyndall împreună cu Johann Joseph Bennen și un alt ghid au depășit majoritatea dificultăților crestei care părea atât de formidabilă de jos și a ajuns cu succes la umărul principal (un vârf secundar al crestei, denumit în prezent Pic Tyndall), dar într-un punct nu foarte departe de vârf au fost opriți de o fisură adâncă, pe care nu au putut-o depăși, astfel că Matterhorn a rămas necucerit.
Whymper s-a întors la Breuil în 1863, l-a convins pe Carrel să-și unească forțele și să încerce din nou escaladarea muntelui urmând creasta italiană, însă, în cursul aceastei încercări, o furtună puternică i-a blocat la jumătatea drumului spre vârf. Au fost forțați să rămână în cort timp de 26 de ore, iar apoi au preferat să se întoarcă. Whymper nu a mai făcut o nouă încercare timp de doi ani.
În anul 1865, Whymper a revenit cu un nou plan, hotărând să atace Matterhorn prin escaladarea versantului său sudic în loc să urmeze creasta italiană. Pe 21 iunie, Whymper și ghizii elvețieni au început ascensiunea spre vârf, dar la jumătatea drumului au avut de înfruntat căderi masive de pietre, și deși nimeni nu a fost rănit, au decis să renunțe la ascensiune. Aceasta a fost a șaptea încercare a lui Whymper.
În următoarele săptămâni, Whymper și-a petrecut timpul escaladând, împreună cu ghizii săi, alți munți din zonă, înainte de a se întoarce la Breuil pe 7 iulie. Între timp fusese fondat Clubul Alpin Italian, iar liderii noii organizații, Felice Giordano și Quintino Sella, stabiliseră planuri pentru a cuceri Matterhorn înainte ca vreun non-italian să reușească. Felice Giordano l-a angajat pe Carrel ca ghid. Se temea de sosirea lui Whymper, acum rival, și i-a scris lui Quintino Sella: „Am încercat să păstrez totul secret, dar tipul acela a cărui viață pare să depindă de Matterhorn este aici, bănuitor în toate privințele. I-am convins pe cei mai buni oameni să stea departe de el, totuși este atât de îndrăgostit de munte încât poate merge cu alții... E aici în hotel și încerc să evit să-i vorbesc:176:133-134”.

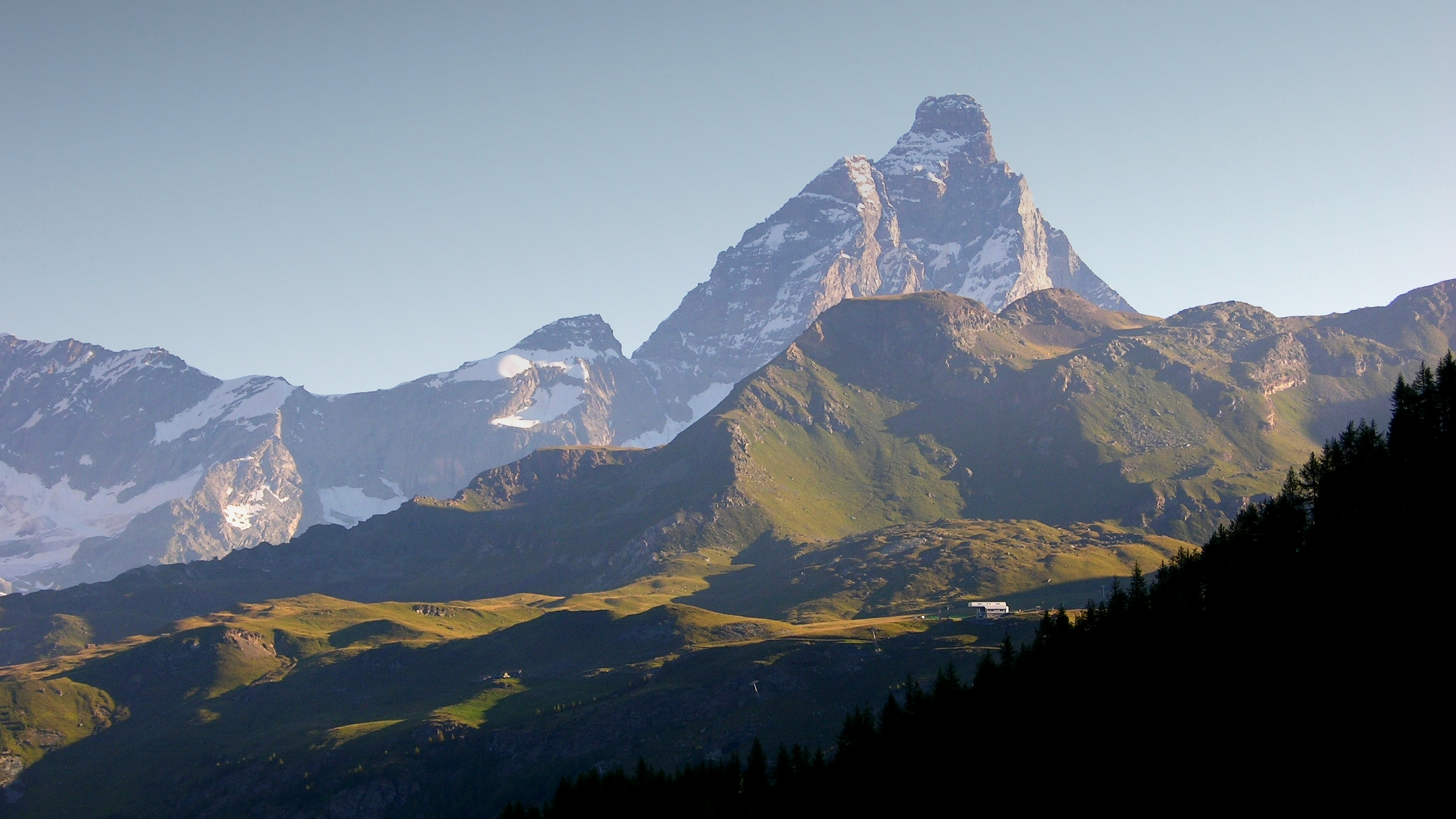
Muntele Matterhorn văzut dinspre valea Valtournenche

La fel cum făcuse cu doi ani înainte, Whymper i-a cerut lui Carrel să-i fie ghid, dar Carrel a refuzat. De asemenea, Whymper nu a reușit să angajeze alți ghizi din Breuil-Cervinia. Când Whymper a descoperit planul lui Giordano și Carrel, a părăsit Breuil și a traversat pasul Theodul până la Zermatt, pentru a angaja ghizi locali. L-a întâlnit pe Lord Francis Douglas, un alpinist scoțian, care dorea de asemenea să escaladeze Matterhorn. Cei doi au ajuns mai târziu la hotelul Monte Rosa din Zermatt, unde au întâlnit alți doi alpiniști britanici, Charles Hudson și însoțitorul său tânăr și neexperimentat, Douglas Robert Hadow, care, împreună cu ghidul francez Michel Croz, plănuiau și ei prima ascensiune pe vârf. Aceste două grupuri au hotărât să-și unească forțele și să încerce ascensiunea urmând creasta Hörnli, dinspre nord-est. Au angajat încă doi ghizi locali, tată și fiu, ambii pe nume Peter Taugwalder.

### Prima ascensiune a vârfului Matterhorn
Whymper și restul grupului au părăsit Zermatt în zorii zilei de 13 iulie 1865, îndreptându-se spre poalele crestei Hörnli, la care au ajuns 6 ore mai târziu (aproximativ în locul unde este situată în prezent cabana Hörnli). Între timp, Carrel și alți șase ghizi italieni au început și ei ascensiunea, urmând creasta italiană.
În ciuda aspectului său, Whymper a notat că creasta Hörnli, dinspre nord-est, era mult mai ușor de urcat decât creasta italiană: „Eram deja aproape pe munte și am fost uimiți să descoperim că locurile care din Riffel, sau chiar de pe ghețarul Furggen, păreau cu totul impracticabile, erau atât de ușoare încât puteam să le străbatem în fugă:309–313”.

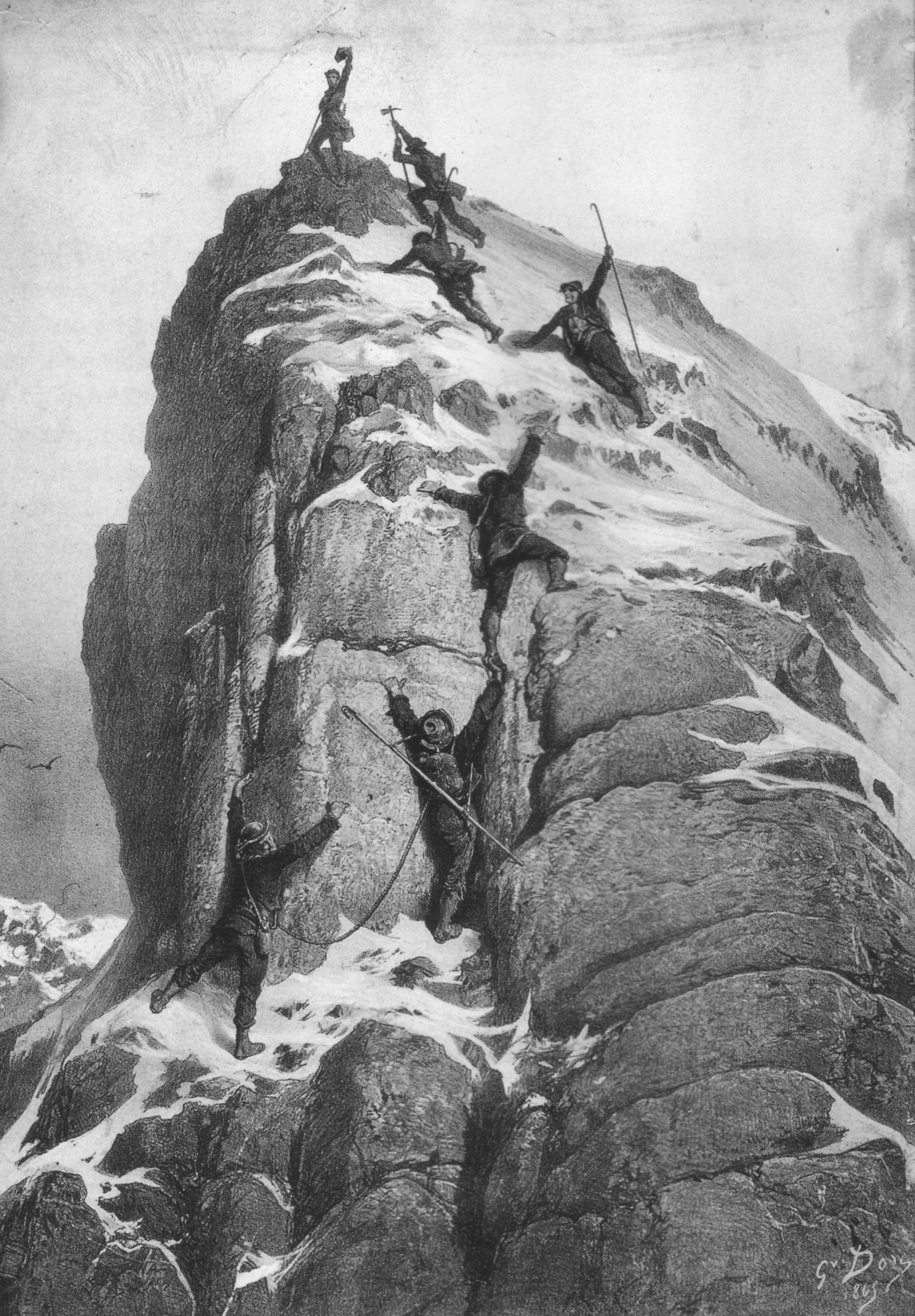
Cucerirea vârfului Matterhorn (gravură de Gustave Doré)

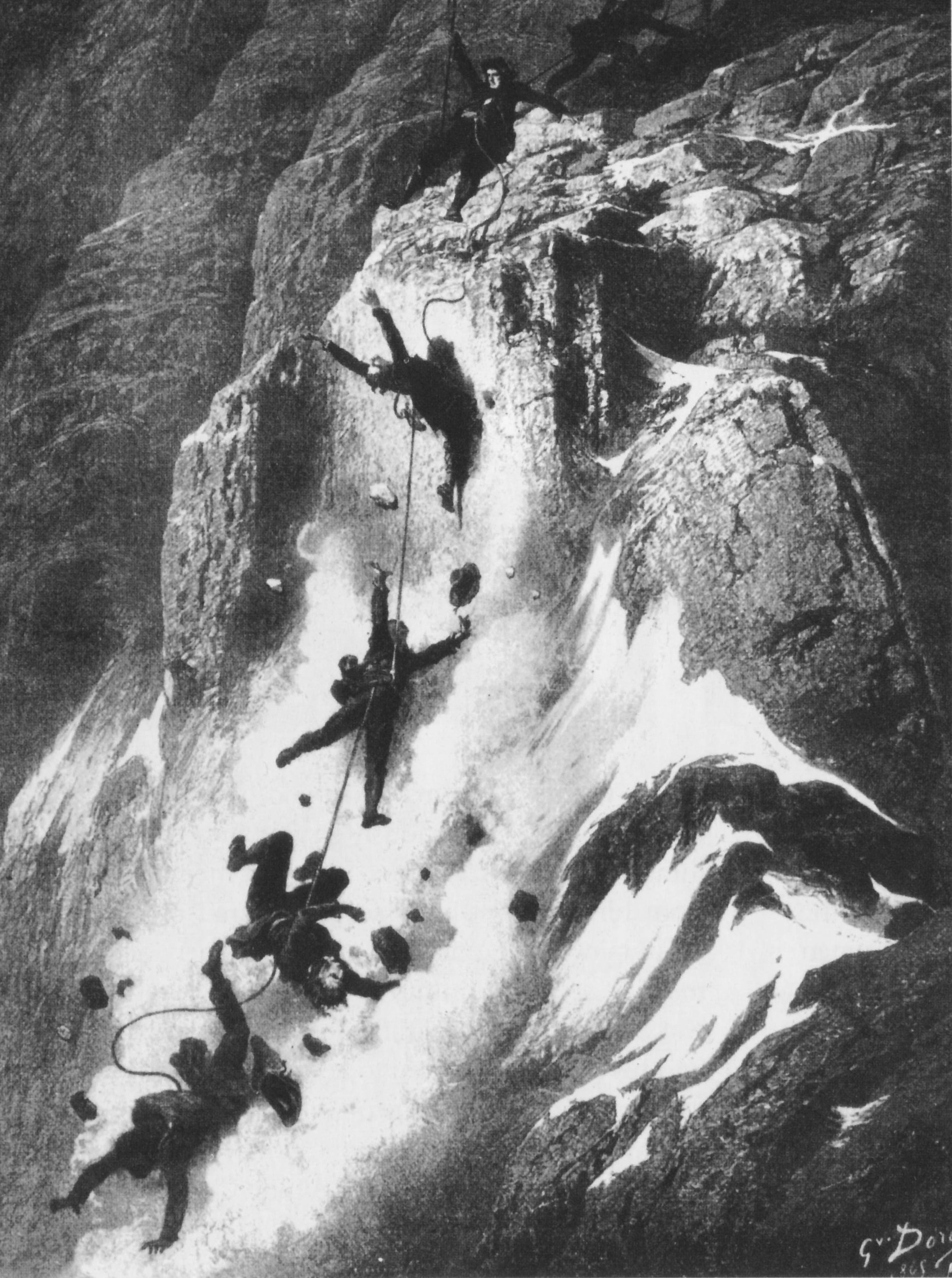
Dezastrul primei coborâri a muntelui Matterhorn (gravură de Gustave Doré)

După ce au poposit peste noapte, Whymper și grupul său au început ascensiunea pe creastă. Potrivit lui Whymper, „întreaga pantă mare era acum dezvăluită, ridicându-se 3.000 de picioare (circa 1.000 m) ca o uriașă scară naturală. Unele părți erau mai ușor de escaladat, iar altele erau mai dificile, dar nu am fost opriți de vreun impediment serios, căci de câte ori întâlneam un obstacol, puteam întotdeauna să-l ocolim prin dreapta sau prin stânga. Pe cea mai mare parte a drumului nu a fost cu adevărat necesar să folosim coarda, iar uneori Hudson conducea, alteori eu însumi. La 6:20 atinsesem o înălțime de 12.800 de picioare (circa 3.900 m) și ne-am oprit o jumătate de oră, apoi am continuat ascensiunea fără pauză până la ora 9:55, când ne-am oprit 50 de minute, la o înălțime de 14.000 de picioare:387 (circa 4.267 m)”.
Când alpiniștii s-a apropiat de vârf, au fost nevoiți să părăsească creasta și să escaladeze versantul nordic, deoarece „[cresta] era de obicei mai instabilă și abruptă și întotdeauna mai dificilă decât fața muntelui”. În acest punct al ascensiunii, Whymper a scris că Hadow, care era mai puțin experimentat, „necesita tot timpul ajutor:387”.
După ce au depășit toate dificultățile, grupul a ajuns în cele din urmă pe vârf, Croz și Whymper fiind primii: „Panta s-a domolit, iar eu și Croz, plecând năvalnic, ne-am întrecut într-o cursă umăr la umăr, care s-a încheiat „la fotografie”. La 1.40 după-amiaza, lumea era la picioarele noastre, iar Matterhorn a fost cucerit. Ura! Nu se vedea nicio urmă de pași:389”.
Exact în acel moment, Carrel și restul grupului său de italieni, cei care plecaseră din Breuil-Cervinia, se aflau la aproximativ 400 de metri mai jos, încă străduindu-se să depășească cele mai dificile porțiuni ale crestei italiene. Când și-au văzut rivalii pe vârf, Carrel și ceilalți au renunțat la încercarea lor și s-au întors la Breuil:137.
Whymper și grupul său au rămas o oră pe vârf, ridicând o stivă de pietre, ca mărturie a trecerii lor, apoi au început să coboare pe creasta Hörnli, creasta nord-estică. Croz a coborât primul, urmat de Hadow, Hudson, Douglas, bătrânul Taugwalder, Whymper, tânărul Taugwalder fiind ultimul. Au coborât cu mare atenție, pe rând, doar unul dintre ei fiind în mișcare. Whymper a scris: „Din câte știu, în momentul accidentului nimeni nu se mișca efectiv. Nu pot spune cu certitudine, nici cei doi Taugwalder nu pot, pentru că primii doi din coloană erau parțial ascunși de o masă de stâncă. Bietul Croz își lăsase toporul deoparte și, pentru a-i oferi domnului Hadow mai multă siguranță, îl apucase de gambe și îi așeza picioarele, unul câte unul, în pozițiile potrivite. După mișcările umerilor lor, cred că Croz, după ce terminase ce am spus, era pe cale să se îndrepte pentru a coborî el însuși un pas sau doi, în acest moment domnul Hadow a alunecat, s-a lovit de el și l-a răsturnat:151:9”.
Greutatea bărbaților în cădere i-a dezechilibrat pe Hudson și pe Douglas și i-a târât în jos pe versantul nordic. Cei doi Taugwalder și Whymper au rămas în viață când coarda care-l lega pe Douglas de bătrânul Taugwalder s-a rupt. Împietriți de cele întâmplate, pentru o vreme nu s-au putut mișca, până când tânărul Taugwalder a coborât, permițându-le celorlalți să-l urmeze. Când au fost din nou împreună, Whymper a analizat coarda ruptă și a constatat că fusese folosită greșit, deoarece era cea mai puțin rezistentă și cea mai veche dintre cele trei corzi pe care le aduseseră, urmând să fie folosită doar ca rezervă. Au căutat frenetic, dar în zadar, după urmele camarazilor căzuți. Și-au continuat coborârea, inclusiv după căderea întunericului, până la ora 21:30, când au găsit un loc de odihnă. Coborârea a fost reluată în zorii zilei următoare și grupul a ajuns în cele din urmă la Zermatt, unde s-a organizat rapid o acțiune de căutare a victimelor. Trupurile lui Croz, Hadow și Hudson au fost găsite pe ghețarul Matterhorn, dar trupul lui Douglas nu a fost niciodată găsit. Deși bătrânul Taugwalder a fost acuzat că a tăiat coarda pentru a se salva pe sine și pe fiul său, ancheta oficială nu a găsit nicio dovadă în acest sens:369–378. Bucata ruptă de coardă de la prima ascensiune este expusă în Muzeul Matterhorn – Zermatlantis.

### A doua ascensiune

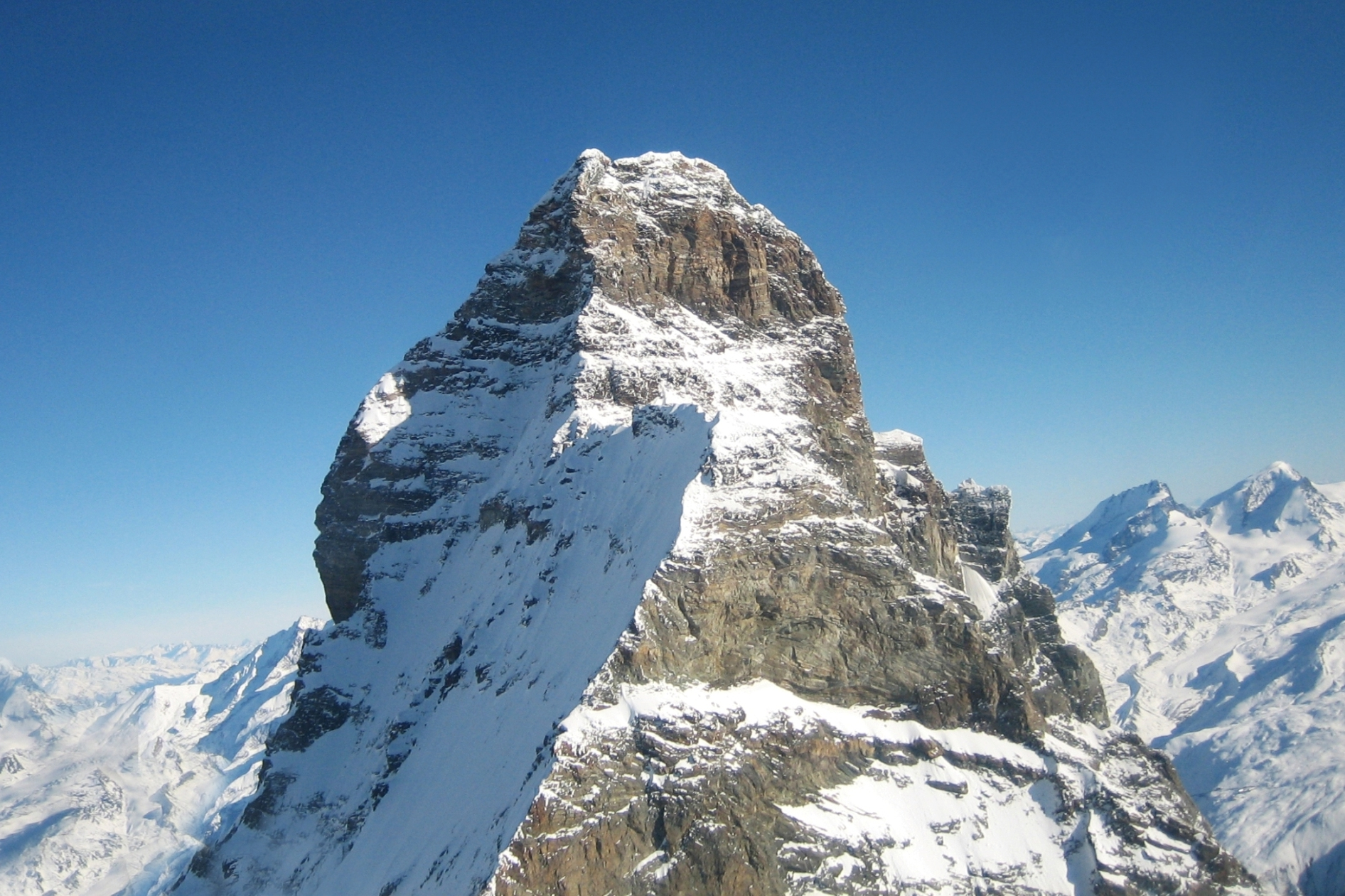
Partea de sud-vest a Matterhorn (Pic Tyndall în prim plan)

Pe 16 iulie, la două zile după prima ascensiune și după catastrofă, Jean-Antoine Carrel și-a propus să încununeze victoria lui Whymper, demonstrând că partea italiană nu era de necucerit. El a fost însoțit de Amé Gorret, un preot care împărtășise cu el prima încercare de escaladare a muntelui în 1857, Jean-Baptiste Bich și Jean-Augustin Meynet. Felice Giordano li s-ar fi alăturat, dar Carrel a refuzat hotărât, spunând că nu ar avea puterea de a ghida un călător și că nu ar putea răspunde nici pentru rezultat, nici pentru viața cuiva:140. După ce a ascultat liturghia de duminică la capela din Breuil, grupul a pornit spre munte. Amé Gorret a descris această ascensiune cu entuziasm: „În cele din urmă am traversat Col du Lion și am pus piciorul pe piramida Matterhorn!”. În ziua următoare, pe 17, au continuat ascensiunea și au ajuns la Pic Tyndall. „Eram pe cale să pătrundem pe un tărâm necunoscut”, a scris Gorret, „căci niciun om nu trecuse dincolo de acest punct”. Aici părerile erau împărțite. Gorret sugera să urce pe creastă și să escaladeze vertical ultima secțiune. Carrel era înclinat să traverseze spre vest de vârf și de acolo să urce pe partea Zmutt. Bineînțeles, dorința lui Carrel a prevalat, căci el era liderul grupului și nu-și pierduse obiceiul de a comanda, în ciuda recentului său insucces:140.
Au traversat fața de vest pentru a ajunge pe creasta Zmutt. Un pas greșit făcut de un membru al grupului și o cădere de țurțuri de sus i-au avertizat să se întoarcă la linia directă de ascensiune, iar traversarea înapoi spre Col du Lion a fost una dintre cele mai mari dificultăți. O bucată de rocă în cădere l-a rănit pe Gorret la braț:141.
În cele din urmă au ajuns la baza secțiunii finale. „Stăteam”, a scris Gorret, „într-un loc aproape confortabil. Deși nu avea mai mult de doi metri lățime, iar panta era de 75 la sută, i-am dat tot felul de nume plăcute: coridorul, galeria, calea ferată etc., etc.:142". Alpiniștii și-au imaginat că toate dificultățile erau la sfârșit, dar un couloir de stâncă, pe care până atunci nu îl observaseră, se întindea între ei și ultima parte de creastă, de unde ascensiunea ar fi devenit simplă. Ar fi fost neînțelept ca toți patru să coboare în couloir, pentru că nu știau unde să fixeze coarda de care ar fi fost nevoie la întoarcere. Timpul îi presa: era necesar ca cineva să rămână pe loc. Gorret s-a sacrificat, iar Meynet a rămas cu el. Foarte curând după aceea, Carrel și Bich au ajuns în cele din urmă pe vârf. Între timp, Giordano de la Breuil scria în jurnalul său: „Vreme superbă, la 9:30 i-am zărit pe Carrel și oamenii lui pe „umăr” (Pic Tyndall), după aceea nu i-am mai văzut. Pe vârf era multă ceață. S-a ridicat puțin pe la 3:30 și am văzut steagul nostru pe vârful vestic al Matterhorn:142”.

### Ascensiuni ulterioare
Ascensiuni pe creste
Prima ascensiune directă a crestei italiene (dinspre sud-vest) pe traseul din prezent, a fost realizată cu succes de J. J. și J. P. Maquignaz pe 13 septembrie 1867. Julius Elliott a realizat a doua ascensiune urmând creasta Hörnli (dinspre nord-est) în 1868, iar mai târziu în acel an, grupul lui John Tyndall, J. J. și J. P. Maquignaz a fost primul care a atins vârful parcurgând crestele Hörnli și italiană. La 22 august 1871, purtând o rochie lungă cu imprimeu alb, Lucy Walker a devenit prima femeie care a ajuns pe vârful Matterhorn, urmată câteva săptămâni mai târziu de rivala ei Meta Brevoort. Prima ascensiune de timp de iarnă pe creasta Hörnli a fost realizată de Vittorio Sella, cu ghizii J. A. Carrel, J. B. Carrel și L. Carrel la 17 martie 1882, iar prima ascensiune solo a fost făcută de W. Paulcke în 1898. Prima ascensiune solo pe timp de iarnă pe creasta Hörnli a fost efectuată de G. Gervasutti în 1936.
Creasta Zmutt (nord-vest) a fost escaladată pentru prima dată de Albert F. Mummery, Alexander Burgener, J. Petrus și A. Gentinetta la 3 septembrie 1879. Prima ascensiune solo a fost realizată de Hans Pfann în 1906, iar prima ascensiune pe timp de iarnă a fost efectuată de H. Masson și E. Petrig la 25 martie 1948.
Ultima dintre cele patru creste ale muntelui Matterhorn care a fost escaladată a fost creasta Furggen (dinspre sud-est). M. Piacenza cu ghizii J. J. Carrel și J. Gaspard la 9 septembrie 1911, a străbătut cea mai mare parte a crestei, dar a evitat surplombele din apropierea vârfului spre sud. Abia pe 23 septembrie 1942, în timpul celui de-al Doilea Război Mondial, Alfredo Perino, împreună cu ghizii Louis Carrel (poreclit „Micul Carrel”) și Giacomo Chiara, au abordat cu succes creasta și surplombele.
În 1966, René Arnold și Joseph Graven au realizat prima ascensiune solo a tuturor celor patru creste ale muntelui Matterhorn în 19,5 ore. Plecând de la Bossi Bivouac (3.300 m), perechea a urmat traseul normal pe creasta Furggen și apoi a coborât pe creasta Hörnli. După ce au traversat ghețarul Matterhorn de la baza feței nordice, au urcat pe creasta Zmutt și apoi au coborât pe creasta italiană („Col du Lion”) până în satul Breuil. În 1985, Marco Barmasse a repetat performanța, dar de această dată traseul său a inclus prima ascensiune solo a surplombelor Furggen. A finalizat parcurgerea tuturor celor patru creste, ajungând la Cabana Abruzzi după 15 ore.
Pe 20 august 1992, alpinistul italian Hans Kammerlander și ghidul alpin elvețian Diego Wellig au escaladat Matterhorn de patru ori în doar 23 de ore și 26 de minute. Traseul pe care l-au urmat a fost: creasta Zmutt – vârf – creasta Hörnli (coborâre) – creasta Furggen – vârf – creasta Lion (coborâre) – creasta Lion – vârf – creasta Hörnli (coborâre) – creasta Hörnli – vârf – Cabana Hörnli (coborâre):12. Totuși, traseul italian (Col du Lion), nu a fost urcat de la refugiul Duca degli Abruzzi (2.802 m), ci de la Cabana Carrel (3.830 m), atât la urcare cât și la coborâre.
În 1995, Bruno Brunod a atins vârful Matterhorn pornind din satul Breuil-Cervinia în 2 ore și 10 minute și parcurgând traseul dus-întors în 3:14:44. Pe 21 august 2013, alergătorul montan spaniol Kilian Jornet a doborât recordul lui Brunod, înregistrând un timp de 1 oră și 56 minute între Breuil-Cervinia și vârf și un timp dus-întors de 2 ore și 52 minute.
Ascensiuni pe versanți

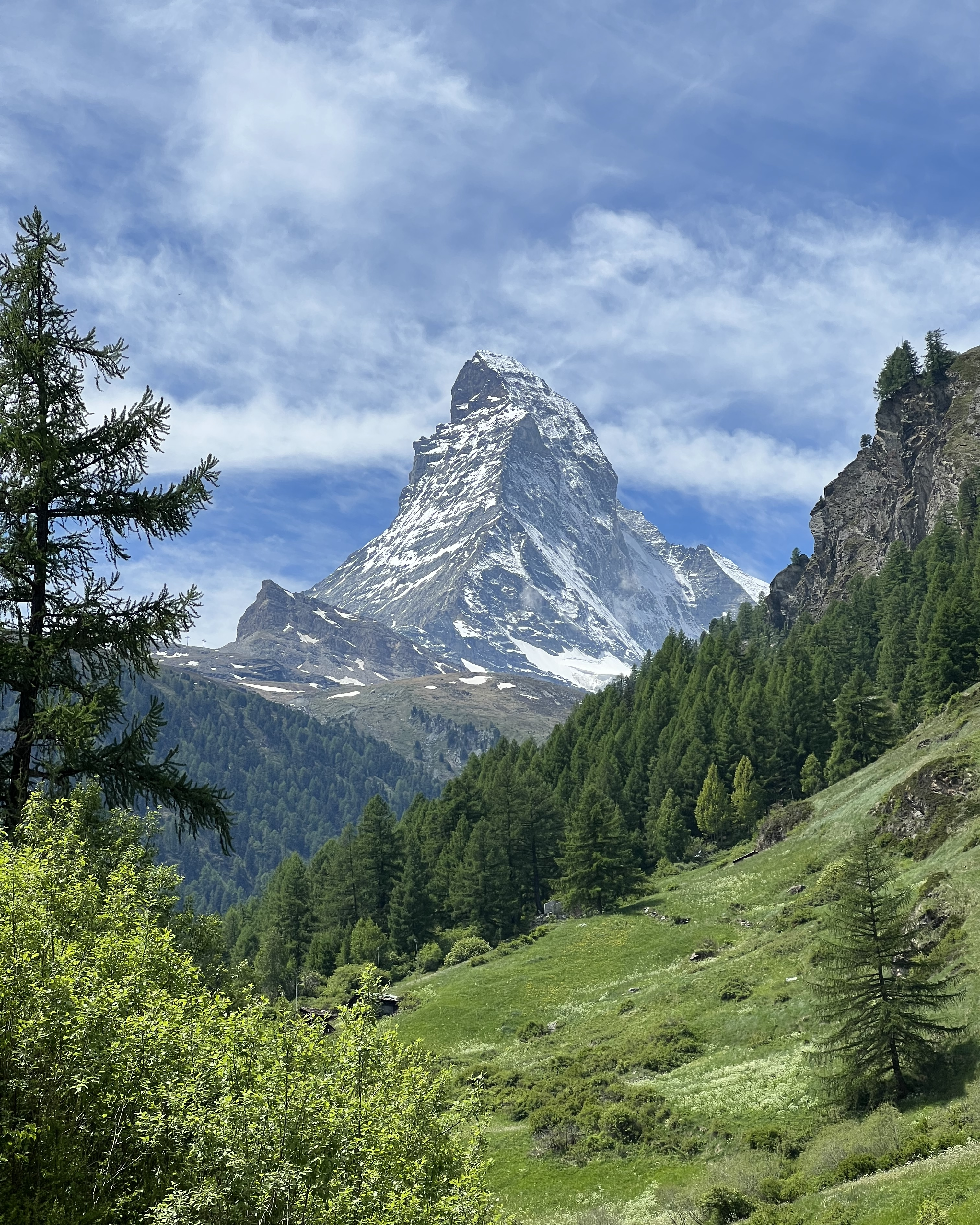
Versanții nordic și estic ai muntelui Matterhorn

William Penhall și ghizii săi au făcut prima ascensiune (parțială) a versantului vestic, cel mai ascuns și necunoscut versant al muntelui Matterhorn, la o oră după prima ascensiune a lui Mummery și a grupului său pe creasta Zmutt, la 3 septembrie 1879:151:64–72. Abia în 1962 versantul vestic a fost escaladat integral. Performanța a fost realizată pe 13 august de Renato Daguin și Giovanni Ottin. În ianuarie 1978, șapte ghizi alpini italieni au făcut o ascensiune reușită pe timp de iarnă, pe traseul extrem de direct al lui Daguin și Ottin din 1962, nerepetat anterior. O furtună iscată în timpul ascensiunii lor a produs depunerea unui strat de zăpadă de doi metri la Breuil-Cervinia și Zermatt, iar succesul lor a devenit amar când unul dintre alpiniști a murit în timpul coborârii.
Versantul nordic, înainte de a fi escaladat în 1931, a fost una dintre cele șase mari fețe nordice din Alpi. Pentru a reuși escaladarea versantului nordic, au fost necesare o bună tehnică de abordare a traseelor acoperite de zăpadă și gheață, precum și capacitatea de a găsi cea mai bună rută. În mod neașteptat, versantul a fost escaladat pentru prima dată de frații Franz și Toni Schmid în perioada 31 iulie – 1 august 1931. Aceștia au ajuns pe vârf la sfârșitul celei de-a doua zile, după o noapte de odihnă la bivuac. Pentru că își ținuseră planurile secrete, ascensiunea lor a fost o surpriză deplină. În plus, cei doi frați călătoriseră cu bicicletele de la Munchen și, după ascensiunea lor reușită, s-au întors acasă tot pe biciclete:41. Prima ascensiune pe timp de iarnă a versantului nordic a fost reușită de Hilti von Allmen și Paul Etter pe 3-4 februarie 1962. Prima ascensiune solo a fost efectuată în cinci ore de Dieter Marchart pe 22 iulie 1959. Walter Bonatti a urcat solo traseul „North Face Direct” în perioada 18-22 februarie 1965. În același an, Yvette Vaucher a devenit prima femeie care a escaladat fața nordică. Traseul direct al lui Bonatti nu a fost repetat solo decât 29 de ani mai târziu, în iarna anului 1994, de către Catherine Destivelle.
Ueli Steck a stabilit recordul de timp în escaladarea feței nordice (traseul Schmid) a muntelui Matterhorn în 2009, cu un timp de 1 oră și 56 minute.
După ascensiunea lui Bonatti, cei mai buni alpiniști erau încă preocupați de o ultimă mare problemă: „Zmutt Nose”, o surplombă situată pe partea dreaptă a feței nordice. În iulie 1969, doi italieni, Alessandro Gogna și Leo Cerruti, au încercat să găsească o soluție. Le-a luat patru zile pentru a identifica o rută, evitând totuși partea cea mai abruptă. În iulie 1981, elvețienii Michel Piola și Pierre-Alain Steiner au depășit Zmutt Nose urmând o rută directă, numită în prezent „Piola-Steiner”.
Prima ascensiune a versantului sudic a fost reușită de Enzo Benedetti cu ghizii Louis Carrel și Maurice Bich la 15 octombrie 1931, iar prima ascensiune completă a versantului estic a fost realizată de Enzo Benedetti și G. Mazzotti cu ghizii Louis și Lucien Carrel, Maurice Bich și Antoine Gaspard în perioada 18-19 septembrie 1932.

## Influențe culturale

### Tradiții: începutul culturii montane
Prima ascensiune a muntelui Matterhorn a schimbat cultura montană. Cartea lui Edward Whymper despre prima sa ascensiune, Scrambles Amongst the Alps, publicată în 1871, a fost un bestseller la nivel mondial. Turiștii au început să viziteze Elveția vara pentru a vedea Alpii și adesea au angajat localnici ca ghizi. Odată cu începutul schiului alpin la începutul secolului al XX-lea, turiștii au început să călătorească în Elveția și iarna. Alpinismul, în parte, a ajutat la transformarea regiunilor montane din Elveția din zone rurale sărace în destinații turistice. Această combinație de alpinism, schi și turism, a fost folosită ca model pentru dezvoltarea stațiunilor montane în întreaga lume.

### Munți numiți după Matterhorn
- Little Matterhorn (1.480 m), Insula Heard, Australia
- Matterhorn (1,600 m), Antarctica
- Matterhorn (3,305 m), Nevada, SUA
- Matterhorn Peak (3,744 m), Sierra Nevada, California, SUA
- Matterhorn Peak (4,144 m), San Juan Mountains, Colorado, SUA
- Matterhorn Peak (2,636 m), Dunn Peaks, Columbia Britanică, Canada
- Neny Matterhorn (1,125 m), Blackwall Mountains, Antarctica

### Simboluri
În timpul secolului al XX-lea, muntele Matterhorn și povestea primei ascensiuni în special, au inspirat diverși artiști și producători de film precum Luis Trenker și Walt Disney:480. Replici la scară mare ale muntelui Matterhorn pot fi găsite la Disneyland (Matterhorn Bobsleds, primul roller coaster din oțel laminat la rece) din Anaheim, California, Statele Unite și „Window of the World” (în chineză: 世界之窗; pinyin: Shìjiè zhī Chuāng) din Changsha, China. În 2021, un punct de atracție legat de Matterhorn a fost deschis în Muzeul Elvețian al Transporturilor (Verkehrshaus der Schweiz), acesta permițând vizitatorilor o ascensiune virtuală pe creasta estică, de la Cabana Solvay (4.003 m) până la vârf.
Proiectat în 1908 de Emil Cardinaux, unul dintre cei mai reputați creatori de afișe din acea vreme, afișul Matterhorn relizat pentru biroul de turism din Zermatt este adesea considerat primul poster modern. A fost descris ca un exemplu izbitor de îmbinare a turismului, patriotismului și artei populare. A servit drept decor în multe ospicii militare elvețiene în timpul războiului, în plus era utilizat ca element de decor a camerei de zi din locuințele clasei de mijloc. Un afiș publicitar care înfățișează Matterhorn a fost creat de Cardinaux pentru marca de ciocolată Toblerone în anii 1920, iar imaginea Matterhorn a fost imprimată începând cu 1960 și pe ambalajul batoanelor de ciocolată. De atunci, Matterhorn a devenit un reper care inspiră și astăzi artiștii grafici și a fost folosit pe scară largă pentru tot felul de materiale publicitare:94:19:54.

### Picturi
- The Matterhorn (1849), John Ruskin
- The Matterhorn (1867), Albert Bierstadt
- Matterhorn (1879), Edward Theodore Compton
- Le Cervin (1892), Félix Vallotton

### Filme
- Struggle for the Matterhorn („Lupta pentru Matterhorn”, 1928)
- The Mountain Calls („Chemarea muntelui”, 1938)
- The Challenge („Provocarea”, 1938)
- Climbing the Matterhorn („Ascensiune pe Matterhorn”, 1947)
- Third Man on the Mountain („Al treilea om pe munte”, 1959)
- Im Banne des Berges („Sub vraja munților”, 2015)[87]
- Soarin' Around the World/Soaring Over the Horizon („În jurul lumii/Dincolo de orizont”, 2016)
- The Horn („Vârful”, 2016) - Serial documentar care urmărește echipele de salvamont din Alpii elvețieni[88]

## Trasee montane

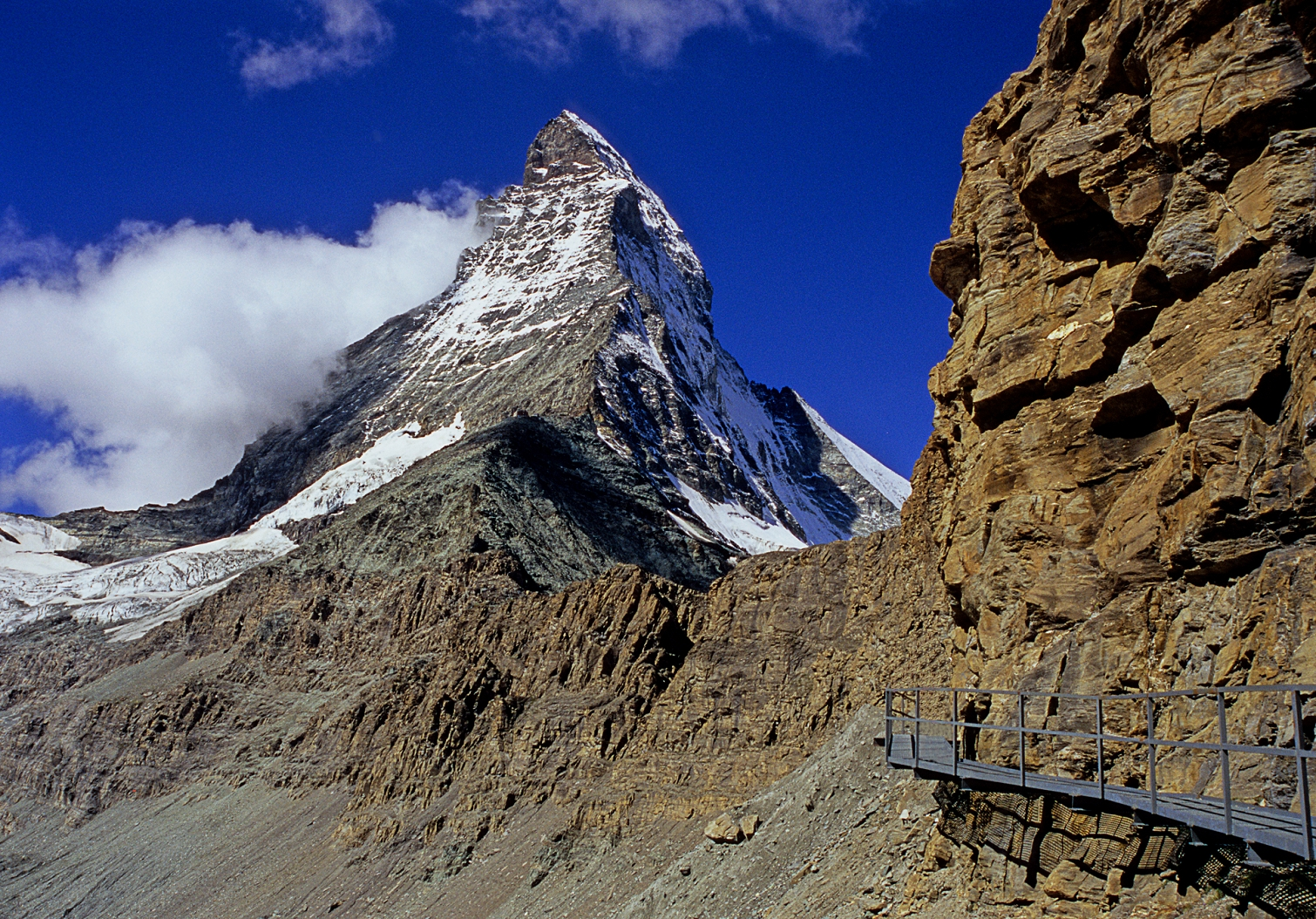
Ruta spre cabana Hörnli

În prezent, aproximativ 3.000 de persoane urcă pe Matterhorn în fiecare an. La primele ascensiuni, era nevoie de două zile pentru a urca pe fața nordică a Matterhorn. Astăzi, dacă vremea permite, ascensiunea durează opt până la zece ore. Toate crestele și fețele Matterhornului au fost deja escaladate, în toate anotimpurile, iar ghizii montani conduc în fiecare vară un număr mare de turiști pe traseul Hörnli, pe creasta de nord-est. În total, până la 150 de alpiniști încearcă escaladarea muntelui Matterhorn în fiecare zi din perioada verii. Conform standardelor moderne, urcarea este „destul de dificilă” (grad de dificultate AD - Assez Difficile conform IFAS), dar nu solicitantă pentru alpiniștii experimentați. Pe anumite părți ale traseului sunt instalate cabluri de sprijin).
Modul obișnuit de acces al turiștilor în zonă este cu telecabina Schwarzsee de la Zermatt, urcarea până la cabana Hörnli (3.260 m), o clădire mare din piatră situată la baza crestei principale și unde se poposește peste noapte. A doua zi, alpiniștii pornesc la ora 3:30, astfel încât să ajungă la vârf și să coboare înainte ca norii să se acumuleze și furtunile obișnuite de după-amiază să izbucnească. Cabana Solvay (4.003 m), situată pe aceeași creastă, poate fi folosită numai în caz de urgență.
Alte trasee populare de pe munte includ creasta italiană (Col du Lion) (grad de dificultate AD+ - Assez Difficile +) și creasta Zmutt (grad de dificultate D - Difficile). Cele patru fețe, precum și creasta Furggen, constituie cele mai provocatoare trasee către vârf. Versantul nordic se numără printre cele șase mari fețe nordice din Alpi (grad de dificultate TD+ - Très Difficile +).
De la prima ascensiune din 1865, peste 500 de persoane și-au pierdut viața în accidente montane pe Matterhorn, iar media este în prezent de trei până la patru pe an. Cu ocazia împlinirii a 150 de ani de la prima ascensiune, la 14 iulie 2015, accesul pe munte a fost oprit, din respect pentru toți cei care și-au pierdut viața încercând să ajungă pe vârf.
În ultimii ani, numărul anual al turiștilor care încearcă să ajungă pe vârf se ridică la aproximativ 3.000. Supraaglomerarea mai multor rute a devenit o problemă, iar ghizii și autoritățile locale au căutat modalități de a controla accesul în zonă. În 2015, cabana Hörnli a devenit primul adăpost montan din Europa care a redus numărul locurilor de cazare.
| Traseu  | Traseu  | Punct de plecare                     | Durată ascensiune | Grad de dificultate |
| ------- | ------- | ------------------------------------ | ----------------- | ------------------- |
| Creastă | Hörnli  | Cabana Hörnli                        | 6 ore             | AD/III-             |
| Creastă | Zmutt   | Cabana Hörnli (sau Cabana Schönbiel) | 7 ore (10 ore)    | D/IV                |
| Creastă | Lion    | Cabana Carrel                        | 5 ore             | AD+/III             |
| Creastă | Furggen | Bivuacul Bossi                       | 7 ore             | TD/V+               |
| Versant | nordic  | Cabana Hörnli                        | 14 ore            | TD/V                |
| Versant | vestic  | Cabana Schönbiel                     | 12 ore            | TD/V+               |
| Versant | sudic   | Refugiul Duca degli Abruzzi          | 15 ore            | TD+/V+              |
| Versant | estic   | Cabana Hörnli                        | 14 ore            | TD                  |

Pe muntele Matterhorn nu s-au construit sisteme de transport pe cablu, prin urmare, pasionații de alpinism cu experiență se confruntă cu o provocare: să urce ei înșiși pe munte! Stația de telecabină cea mai apropiată este cea situată la o altitudine de 2.552 m, pe malul lacului Schwarzsee, locul constituind și punctul de plecare al unuia dintre traseele spre vârf.

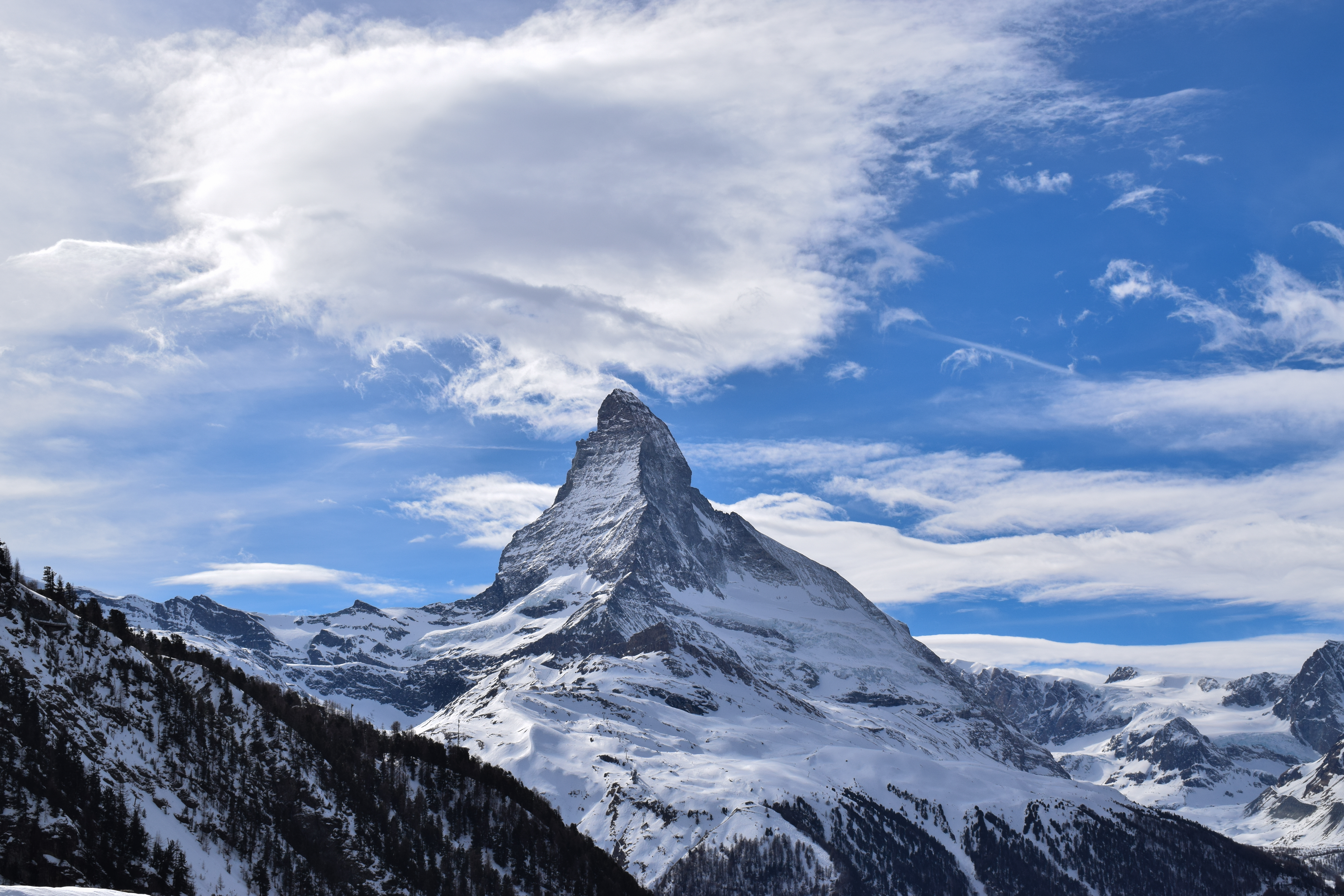
Muntele Matterhorn (Cervino)
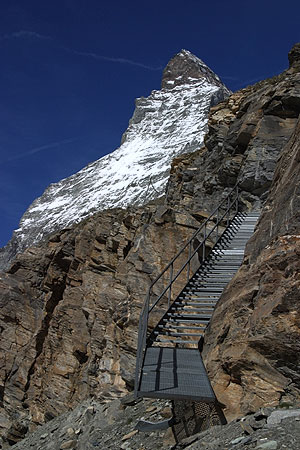
Via ferrata
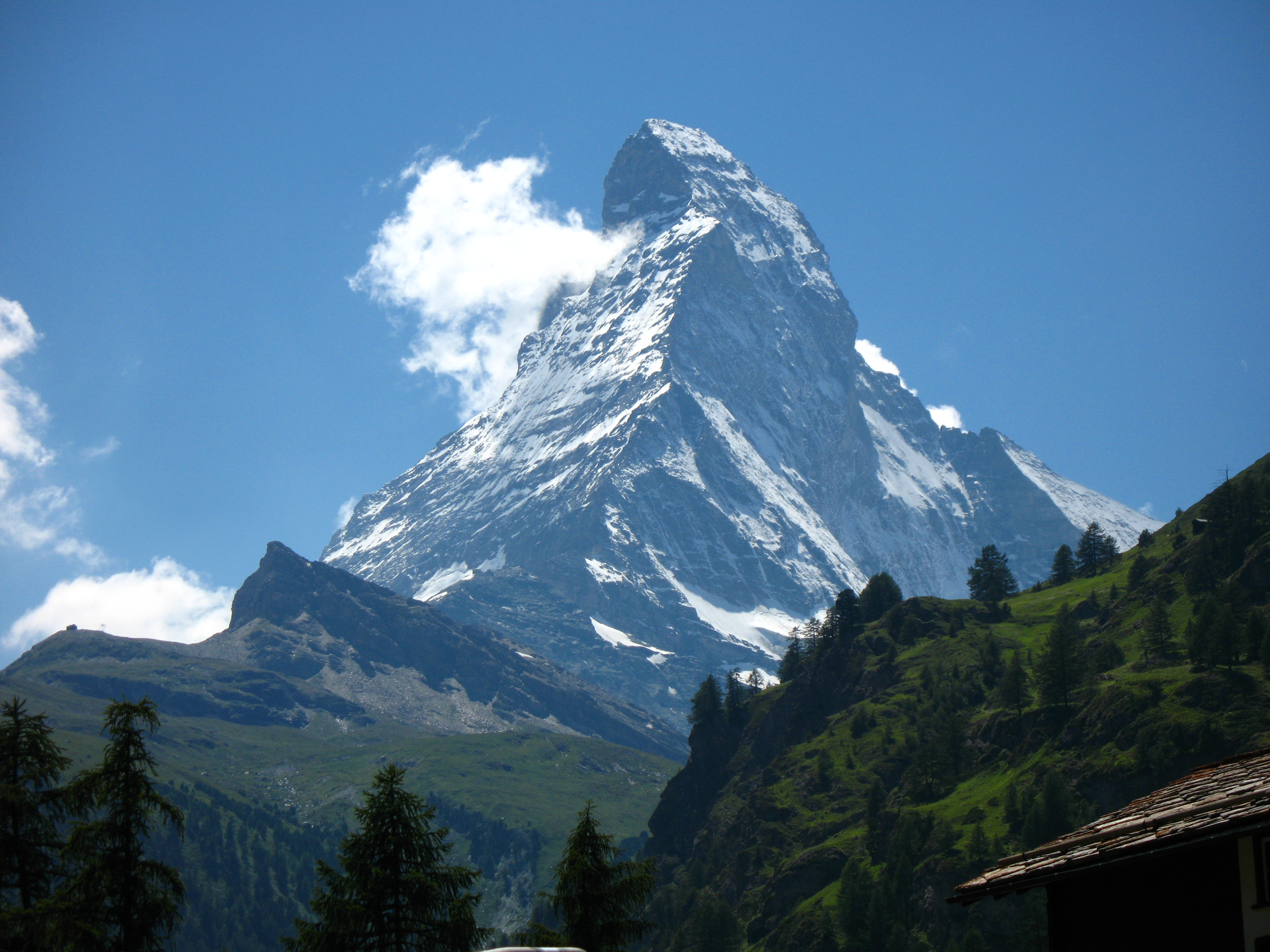
Matterhorn dinspre Zermatt
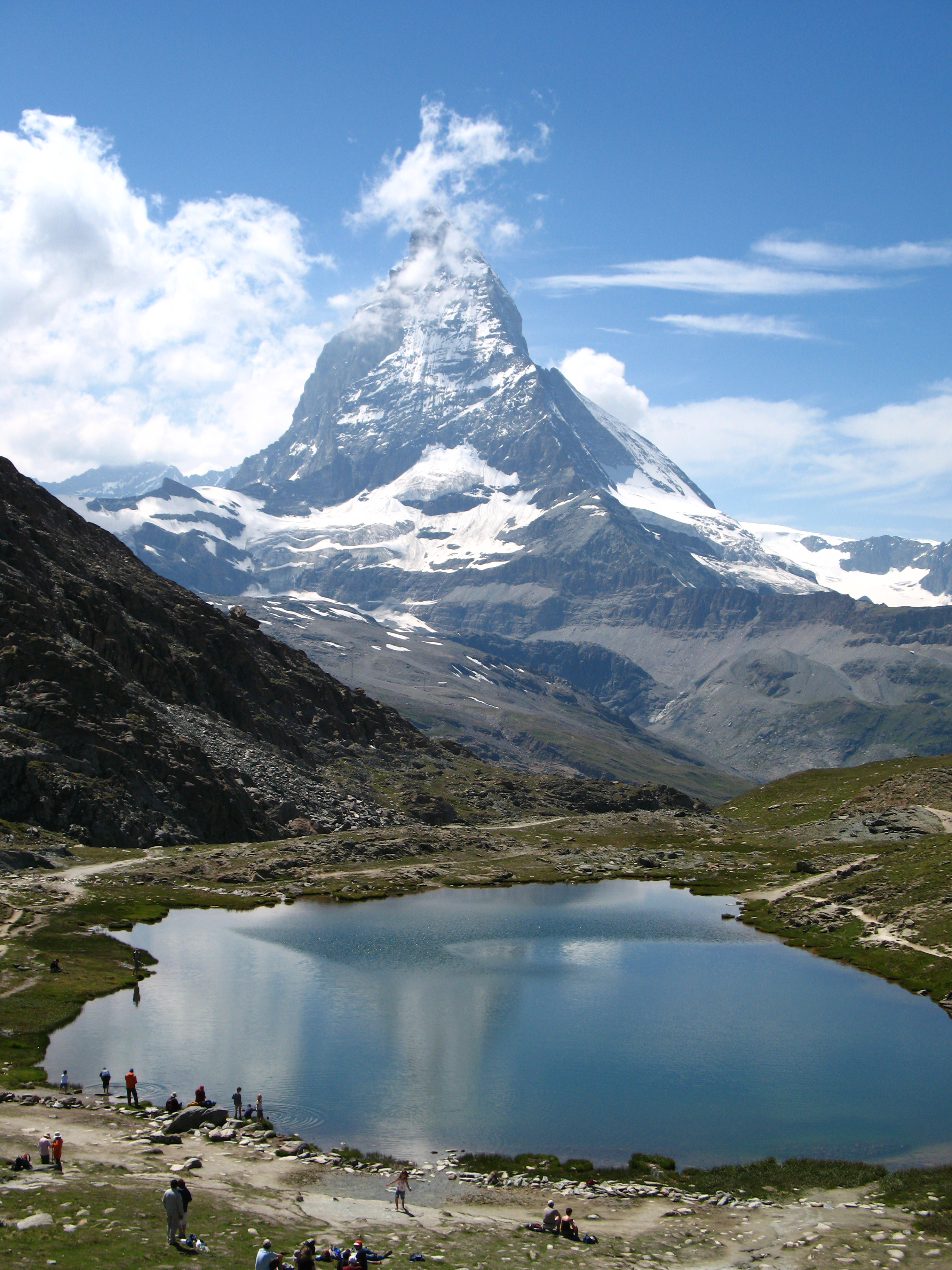
Lacul Riffelsee
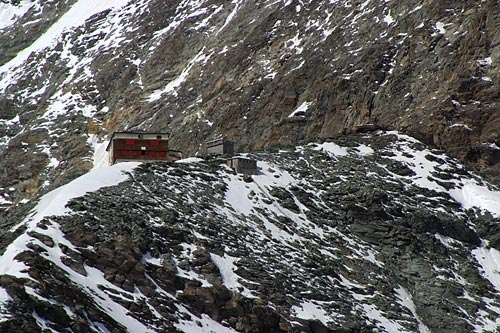
Refugiul montan Hörnlihütte
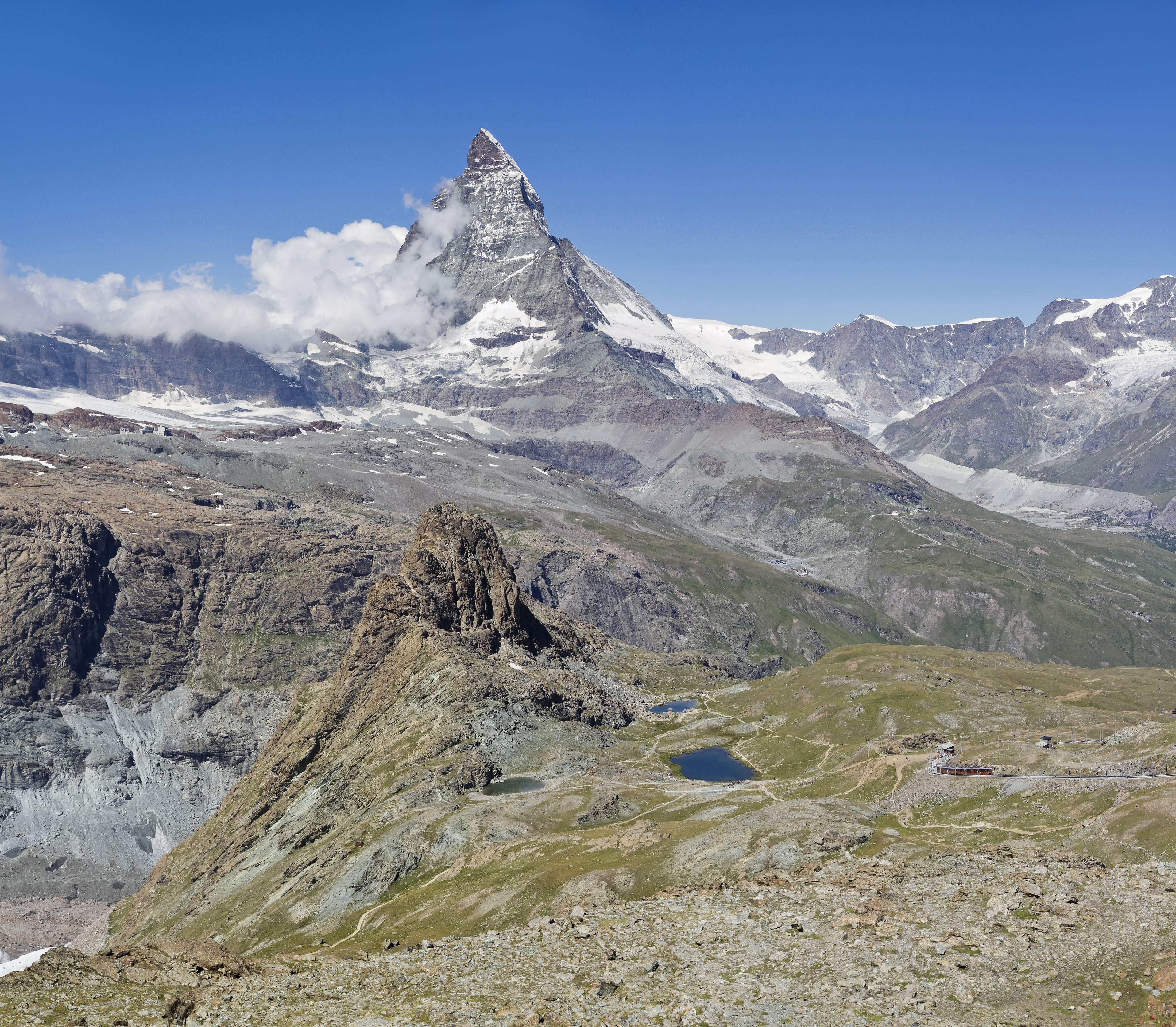
Matterhorn și Riffelhorn